# Gran Mánchester
Gran Mánchester (en inglés, Greater Manchester) es uno de los cuarenta y siete condados de Inglaterra, Reino Unido. Ubicado en la región Noroeste limita al norte con Lancashire, al noreste con Yorkshire del Oeste, al sureste con Derbyshire, al sur con Cheshire y al oeste con Merseyside. Tiene una población de 2,56 millones de habitantes. Alberga una de las mayores áreas metropolitanas del Reino Unido y comprende diez municipios metropolitanos: Bolton, Bury, Oldham, Rochdale, Stockport, Tameside, Trafford, Wigan y las ciudades de Salford y Mánchester. Fue creado el 1 de abril de 1974 como resultado de la Ley de Gobierno Local de 1972.
El Área Urbana del Gran Mánchester es la tercera conurbación más poblada del Reino Unido y se extiende por la mayor parte del terreno del condado. Puesto que se trata de un condado ceremonial, el Gran Mánchester posee un Lord Teniente y un Alto Sheriff.
El Concejo Condal del Gran Mánchester fue abolido en 1986 y sus distritos (los municipios metropolitanos) son ahora áreas de autoridad unitaria. Sin embargo, el condado metropolitano, cuya extensión es de unos 1.285 km² (496 millas cuadradas), sigue existiendo en lo referente a leyes y como marco de referencia geográfico. Diversos servicios para todo el condado son coordinados a través de la Asociación de las Autoridades del Gran Mánchester.
Antes de la creación del condado metropolitano, el nombre de SELNEC se usaba para esta área, tomado de las iniciales en inglés de Sur-Este de Lanchashire Nor-Este de Chesire (South East Lancashire North East Cheshire). El Gran Mánchester es una fusión de los antiguos 70 distritos de gobierno local de los antiguos condados administrativos de Lancashire, Cheshire y Riding del Oeste de Yorkshire y ocho condados municipales independientes.

## Historia

### Orígenes
Aunque el moderno condado del Gran Mánchester no fue creado hasta 1974, la historia de sus partes y asentamientos que lo componen se remonta cientos de años atrás. Hay pruebas que indican que ya estaba habitado en la Edad de Hierro, particularmente en Mellor, y que hubo actividad celta en un poblado llamado Chochion. Se cree que este era una zona de Wigan en la que se asentaron los brigantes. Stretford también formaba parte de la región que se cree estaba ocupada por los la tribu celta de los Brigantes, y extendía sus fronteras con Cornovii al sur y con el río Mersey. Los restos de los fortines del primer siglo en Castlefield, en Mánchester, y del fortín romano de Castleshaw en Saddleworth son evidencias de la ocupación romana. Gran parte de la región fue omitida por el Libro Domesday de 1086; Redhead sostiene que esto se debe a que sólo se realizó una investigación parcial, por la dispersión de la población.

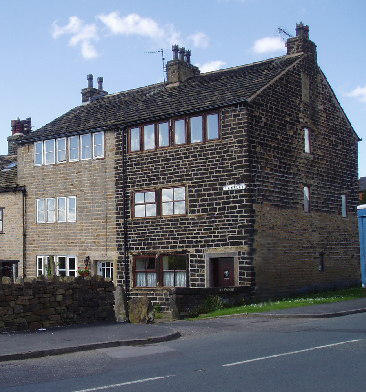
Antigua casa de tejedores en Wardle. El desarrollo del Gran Mánchester se atribuye a una tradición común de producción artesanal de tela y manufactura textil durante la Revolución Industrial.

Durante la Edad Media, gran parte de lo que sería el Gran Mánchester se incluía dentro del hundred de Salfordshire – una antigua división del condado de Lancashire. Salfordshire albergaba varias parroquias y términos municipales, algunos de los cuales, como Rochdale, fueron importantes centros comerciales del mercado lanar de Inglaterra. El desarrollo de lo que llegaría a ser el Gran Mánchester se atribuye a la traducción común de la producción artesanal de la franela y de telas fustanas, promoviendo un sistema de mercado interregional. La Revolución industrial transformó el sistema artesanal local y gran parte del patrimonio del Gran Mánchester está relacionado con la manufactura textil durante la Revolución Industrial y la infraestructura que creció para soportar este sector. Los términos municipales dentro y alrededor de Mánchester Mánchester empezaron a expandirse "a un nivel pasmoso" a principios del siglo XIX como parte de un proceso de urbanismo no-planificado causado por un auge en el procesado textil. Lugares como Bury, Oldham y Bolton desarrollaron un papel económico central en la nación y para finales del siglo XIX se convirtieron en algunas de las ciudades industriales más importantes del mundo. Debido a su éxito comercial y socioeconómico, la necesidad de un cambio en el gobierno local y geo-administrativo en lo que ahora es el Gran Mánchester se plasmó en la propuesta ya en la década de 1910.
Ya en el siglo XIII los comerciantes de Alemania habían acuñado el nombre de Mánchesterthum, que significa "Gran Mánchester", y lo usaron para denominar a la región dentro y alrededor de Mánchester. No obstante, el término inglés de "Gran Mánchester" (Greater Mánchester) no apareció hasta comienzos del siglo XX. Uno de los primeros usos registrados que se conocen fue en un informe de 1914 presentado en respuesta a lo que se consideraba que había sido la creación exitosa del condado de Londres en 1889. El informe sugirió que se debía establecer un condado para reconocer al "Mánchester tan popular en el ámbito comercial" (Mánchester known in commerce), y se refería a las áreas que formaban "una parte sustancial de Lancashire del Sur y parte de Cheshire, comprendiendo todos las localidades municipales y autoridades menores dentro de un radio de ocho o nueve millas desde Mánchester". En su libro de 1915 Ciudades en Evolución (Cities In Evolution), el innovador urbanista Sir Patrick Geddes escribió que más allá de lo qué Lancashire se da cuenta, está creciendo otro Gran Londres (far more than Lancashire realises, is growing up another Greater London).

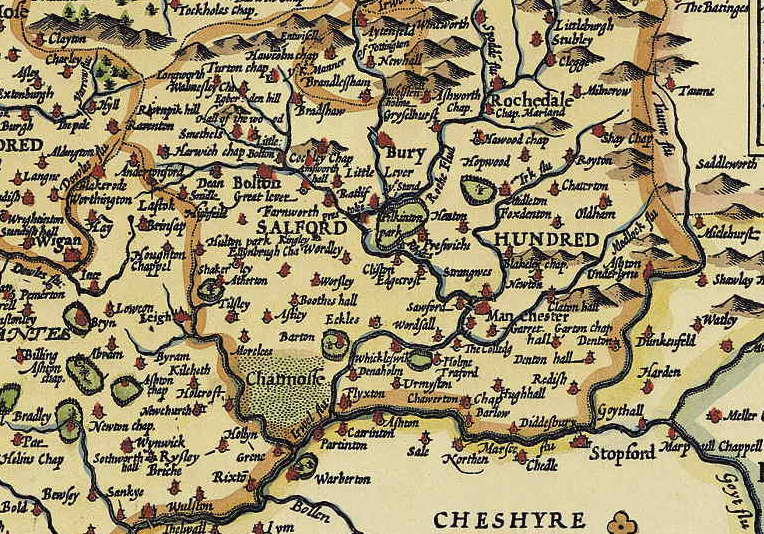
El Gran Mánchester se extiende en la intersección de los antiguos límites de los condados de Chesire, Lancashire y el Riding del Oeste de Yorkshire.

Las conurbaciones en Inglaterra suelen desarrollarse en las límites del condado histórico y el Gran Mánchester no es una excepción. La mayor parte de él se situaba dentro de las fronteras del antiguo condado de Lancashire; las zonas al sur del Mersey y del Tame se encontraban en Cheshire. El área de Saddleworth y una pequeña porción de Mossley son históricamente partes de Yorkshire, y (en el sureste) una pequeña porción en Derbyshire. Las regiones que se incorporaron al Gran Mánchester en 1974 habían formado previametne parte de los condados administrativos de Cheshire, Lancashire, el Riding del Oeste de Yorkshire y de ocho municipios condales independientes. Este sistema de demarcación fue descrito como "arcaico" y "extremadamente inadecuado para avanzar al mismo ritmo que el impacto del transporte a motor y que los enormes incrementos de las responsabilidades propias de un gobierno local".
La Crónica Vespertina de Mánchester (Mánchester Evening Chronicle) trajo a la fuerza el tema de "unidad regional" para el área en abril de 1935 bajo el titular de "El Gran Mánchester - la Solución de los Contribuyentes" (Greater Mánchester– The Ratepayers' Salvation). Informaba sobre las "crecientes peticiones de la exploración de las posibilidades de una mayor fusión de los servicios públicos por todo Mánchester y las municipalidades colindantes". Los líderes cívicos de la zona discutieron frecuentemente sobre el tema en aquel entonces, particularmente los de Mánchester y Salford. El alcalde de Salford prometió su apoyo a la idea, afirmando que estaba esperando ansiosamente el día en que "se produzca una fusión de los servicios esenciales de Mánchester y Salford, y los distritos colindantes constituyendo el Gran Mánchester." La Segunda Guerra Mundial detuvo las propuestas, a pesar de que en las décadas venideras el ritmo de las propuestas por una reforma del gobierno local en la zona se aceleraron. En 1947, el concejo condal de Lancashire propuso un sistema de tres "ridings" para llevar a buen término las necesidades cambiantes del condado de Lancashire, incluyendo las de Mánchester y los distritos colindantes. Otras propuestas incluían la creación de un Concejo Condal de Mánchester, un cuerpo regional electo directamente. En 1951, el censo del Reino Unido comenzó a informar sobre el sureste de Lancashire como una conurbación homogénea.

### El informe de Redcliffe-Maud
La Ley de Gobierno Local de 1958 designó la parte del sureste de Lancashire (la cual, a pesar de su nombre, incluía parte del noreste de Cheshire) como Área de Especial Estudio (Special Review Area). La Comisión del Gobierno Local de Inglaterra presentó un borrador con una serie de recomendaciones en diciembre de 1965, planteando la novedad de un nuevo condado basado la conurbación, incluyendo a Mánchester con nueve de los municipios con mayores intenciones correspondiendo a los actuales municipios del Gran Mánchester (excluyendo a Wigan). El estudio fue abolido a favor de la Real Commisión del Gobierno Local antes de la publicación de un informe final.
El informe de la Real Comisión de 1969, conocido como el Reporte de Redcliffe-Maud, proponía la eliminación de gran parte de los entonces existentes sistemas de gobierno local. La comisión describía el sistema de administración de los distritos urbanos y rurales de forma separada como obsoleta, señalando que las áreas urbanas proveían empleo y servicios a los pobladores rurales, y el campo abierto era usado por los urbanitas como distracción. La comisión consideró la interdependencia de las áreas a muchos niveles, incluyendo el desplazamiento al trabajo, suministro de servicios y periódicos locales, antes de proponer una nueva área metropolitana administrativa. El área tenía aproximadamente la misma frontera septentrional que el Gran Mánchester de hoy en día (aunque englobaba Rossendale), pero cubría mucho más territorio de Cheshire (incluyendo Macclesfield, Warrington, Alderley Edge, Northwich, Middlewich, Wilmslow y Lymm), y Derbyshire (las localidades de Nueva Mills, Puente Whaley, Glossop y Chapel-en-le-Frith– un informe minoritario sugirió que se incluyera Buxton). El área metropolitana se tuvo que dividir en nueve distritos metropolitanos, basados en Wigan, Bolton, Bury/Rochdale, Warrington, Mánchester (incluyendo Salford y Old Trafford), Oldham, Altrincham, Stockport y Tameside. El informe señalaba que "la elección incluso de la etiqueta de conveniencia para esta área metropolitana es difícil". Siete años antes, un informe preparado para la Asociación Británica para el Avance de la Ciencia pretendía definir la "conurbación del sureste de Lancashire", remarcado que el "Gran Mánchester no es [...] Una de sus principales características es la marcada individualidad de sus poblaciones, [...] todos los cuales poseen una historia industrial y comercial más que significante localmente". El término Selnec (o SELNEC) ya se encontraba en uso como abreviación para el sureste de Lancashire y el noreste de Cheshire; Redcliffe-Maud lo tomó como "el término más conveniente disponible", habiéndolo modificado al sureste de Lancashire, noreste y centro de Cheshire.
Siguiendo la Ley de Transporte de 1968, en 1969 se creó el Ejecutivo de Transporte de Pasajeros de SELNEC (una autoridad para coordinar y dirigir el transporte público en la región), cubriendo un área menor de la propuesta Selnec y distinto a su vez del final Gran Mánchester. Comparado con el área de Redcliffe-Maud, excluía a Macclesfield, Warrington y Knutsford, pero incluía Glossop y Saddleworth en el Riding del Oeste de Yorkshire. Excluía a Wigan, que se encontraba tanto en el área de Redcliffe-Maud como en el eventual Gran Mánchester (pero no había formado parte del área de trabajo del acta de 1958).
En febrero de 1970 el Gobierno controlado entonces por los Laboristas aceptó las recomendaciones de Redcliffe-Maud. Aunque el Informe de Redcliffe-Maud fue rechazado por el gobierno conservador tras las elecciones generales de 1970, hubo un compromiso de una reforma local gubernamental, y la necesidad de un condado metropolitano centrado en la conurbación alrededor de Mánchester fue aceptada. La propuesta original del nuevo gobierno era mucho menor que el Informe de Redcliffe-Maud Report sobre Selnec, reteniendo áreas como Warrington, Winsford, Northwich, Knutsford, Macclesfield y Glossop en sus condados originales para asegurarse de que sus concejos condales tenían suficientes ingresos como para permanecer competitivos (el concejo condal de Cheshire habría dejado de existir). Otros cambios posteriores incluían la separación de la propuesta autoridad de Bury/Rochdale (retenida por el Informe de Redcliffe-Maud) en el municipio metropolitano de Bury y el municipio metropolitano de Rochdale. Originalmente se planeó que Bury y Rochdale formaran un único distrito (apodado "Botchdale" por el local Miembro del Parlamento Michael Fidler), pero fueron divididos en municipios separados. Para volver a equilibrar los distritos, el municipio de Rochdale pasó a incorporar a Middleton, de Oldham. Durante la aprobación del proyecto del ley, las localidades de Whitworth, Wilmslow y Poynton se opusieron exitosamente a su incorporación al nuevo condado.
| Después de 1974 | Después de 1974         | Antes de 1974       | Antes de 1974                                                 | Antes de 1974 | Antes de 1974     |
| Condado metropolitano | Municipio metropolitano | Municipios condales | Municipios no-condales                                        | Distritos urbanos | Distritos rurales |
| --- | ----------------------- | ------------------- | ------------------------------------------------------------- | --- | ----------------- |
| El Gran Mánchester es una amalgama de 70 ex-distritos de gobierno local, incluyendo 8 municipios condales y 16 localidades municipales. | Bury                    | Bury                | Prestwich • Radcliffe •                                       | Ramsbottom • Tottington • Whitefield |                   |
| El Gran Mánchester es una amalgama de 70 ex-distritos de gobierno local, incluyendo 8 municipios condales y 16 localidades municipales. | Bolton                  | Bolton              | Farnworth                                                     | Blackrod • Horwich • Kearsley • Little Lever • Turton • Westhoughton                                                                                               |                   |
| El Gran Mánchester es una amalgama de 70 ex-distritos de gobierno local, incluyendo 8 municipios condales y 16 localidades municipales. | Mánchester              | Mánchester          |                                                               | | Ringway           |
| El Gran Mánchester es una amalgama de 70 ex-distritos de gobierno local, incluyendo 8 municipios condales y 16 localidades municipales. | Oldham                  | Oldham              |                                                               | Chadderton • Crompton • Failsworth • Lees • Royton • Saddleworth                                                                                                   |                   |
| El Gran Mánchester es una amalgama de 70 ex-distritos de gobierno local, incluyendo 8 municipios condales y 16 localidades municipales. | Rochdale                | Rochdale            | Middleton • Heywood •                                         | Littleborough • Milnrow • Wardle |                   |
| El Gran Mánchester es una amalgama de 70 ex-distritos de gobierno local, incluyendo 8 municipios condales y 16 localidades municipales. | Salford                 | Salford             | Eccles • Swinton y Pendlebury                                 | Irlam • Worsley |                   |
| El Gran Mánchester es una amalgama de 70 ex-distritos de gobierno local, incluyendo 8 municipios condales y 16 localidades municipales. | Stockport               | Stockport           |                                                               | Bredbury y Romiley • Cheadle y Gatley • Hazel Grove y Bramhall • Marple                                                                                            |                   |
| El Gran Mánchester es una amalgama de 70 ex-distritos de gobierno local, incluyendo 8 municipios condales y 16 localidades municipales. | Tameside                |                     | Ashton-under-Lyne • Dukinfield • Hyde • Mossley • Stalybridge | Audenshaw • Denton • Droylsden • Longendale |                   |
| El Gran Mánchester es una amalgama de 70 ex-distritos de gobierno local, incluyendo 8 municipios condales y 16 localidades municipales. | Trafford                |                     | Altrincham • Sale • Stretford                                 | Bowden • Hale • Urmston | Bucklow           |
| El Gran Mánchester es una amalgama de 70 ex-distritos de gobierno local, incluyendo 8 municipios condales y 16 localidades municipales. | Wigan                   | Wigan               | Leigh                                                         | Abram • Ashton in Makerfield • Aspull • Atherton • Billinge and Winstanley • Hindley • Ince-in-Makerfield • Golborne • Orrell • Standish-with-Langtree • Tyldesley | Wigan             |

### Después de 1974

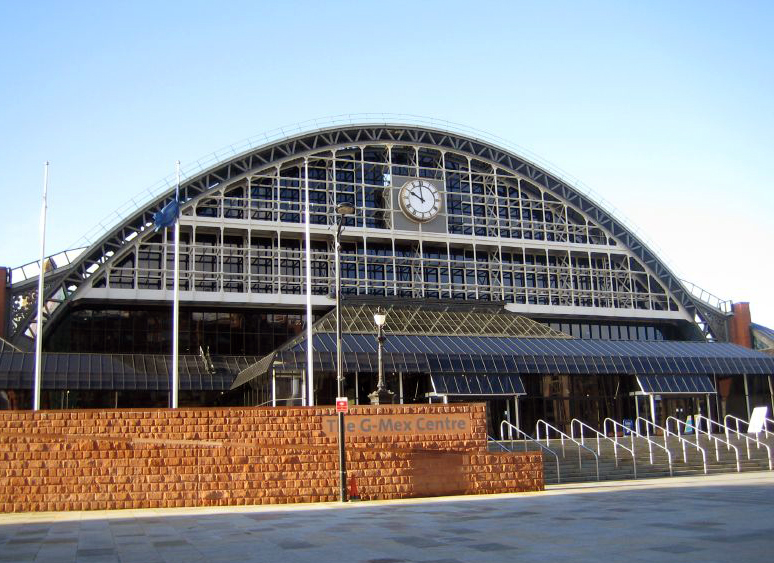
El Centro de Exhibiciones del Gran Mánchester (más conocido como el centro G-Mex y ahora apodado Central Manchester) fue una reconvertida antigua estación ferroviaria en el centro de la ciudad de Mánchester usada para albergar los eventos culturales del condado.

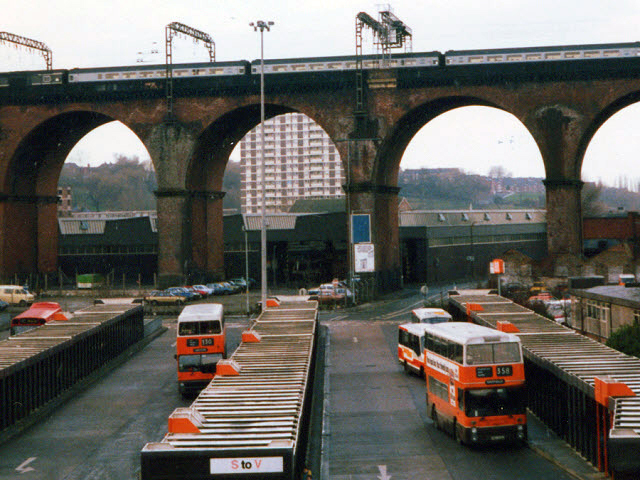
Estación de autobuses de Stockport en 1988. Transporte del Gran Mánchester dirigió servicios de autobús por todo el condado, desde 1974 hasta 1993.

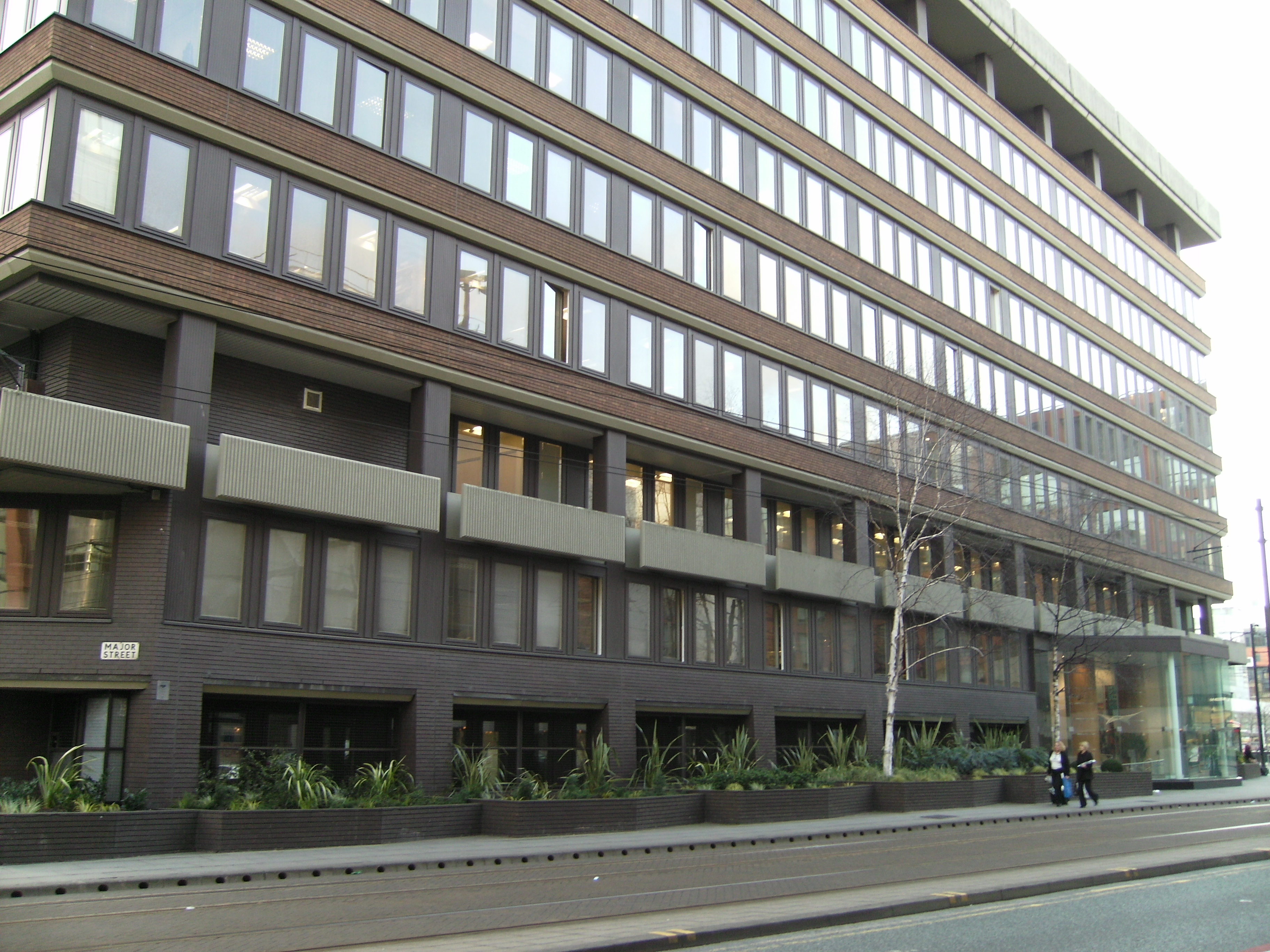
Salón Condal GMC (ahora conocido como Casa Westminster) en Mánchester alojó el Concejo Condal del Gran Mánchester hasta su abolición en 1986.

La Ley de Gobierno Local de 1972 reformó el gobierno local en England con la creación de un sistema escalonado de condados metropolitanos y no-metropolitanos y distritos por todo el país. El acta estableció formalmente el Gran Mánchester el 1 de abril de 1974, a pesar de que el concejo condal del Gran Mánchester llevaba funcionando desde las elecciones de 1973. El artículo principal en The Times del día en que la Ley de Gobierno Local entró en vigor, señaló que el "nuevo acuerdo es un compromiso que busca reconciliar la geografía familiar que ordena una cierta cantidad de afecto y lealtad, con la escala de operaciones en las que los métodos de planteamiento moderno pueden funcionar eficazmente". Frangopulo destacó que la creación del Gran Mánchester "era la unificación oficial de una región que, por medio de la historia y la tradición, se había forjado a sí misma a lo largo de los vínculos de muchos siglos many centuries [...] entre las comunidades de la ciudad y del pueblo, cada una de las cuales era la personificación de la característica de esta región". El nombre de "Gran Mánchester" lo decidió el Gobierno de Su Majestad, habiendo sido partidario sobre Selnec por la población local.
Para el mes de enero de 1974, un partido obrero unido en representación del Gran Mánchester había elaborado su plan estructural condal, listo para ser puesto en práctica por el Concejo Condal del Gran Greater Mánchester. El plan presentaba objetivos estratégicos y a largo término para el venidero condado metropolitano. La mayor prioridad era incrementar la calidad de vida de sus habitantes mediante la mejora del entorno medioambiental del condado y las instalaciones culturales que habían sufrido tras la desindustrialización. Otros objetivos eran invertir la tendencia de la despoblación del Gran Mánchester Central, invertir en los parques del campo del condado, mejorar la mala reputación de la región en cuanto a ocio e instalaciones recreativas, y mejorar las infraestructuras de transporte del condado y el trayecto diario al trabajo. El Centro de Exhibición del Gran Mánchester (más conocido como el centro G-Mex y ahora apodado Mánchester Central) era una antigua reconvertida estación de trenes en el centro de la ciudad de Mánchester usada para eventos culturales.
A diferencia de la mayoría de los otros modernos condados (incluyendo Merseyside y Tyne y Wear), el Gran Mánchester nunca adoptó un código condal por parte del Royal Mail. Un estudio en 1973 señaló que probablemente el "Gran Mánchester" no lo adoptaría por la confusión con la ciudad postal de Mánchester. Y así las áreas que componían el Gran Mánchester mantuvieron sus códigos condales de antes de 1974, hasta 1996, cuando fueron abolidos.
Una década después se establecieron, los concejos condales metropolitanos mayor controlados por el Partido Laborista (Reino Unido) y el Concejo Condal del Gran Londres (Great London Council, GLC) tenían varios importantes puntos de confrontación con el gobierno conservador de Margaret Thatcher, respecto al despilfarro y los altos impuestos. La forma de actuación del gobierno sobre el tema se reconsideró durante todo el año 1982 y el Partido Conservador hizo una "promesa descartar los concejos condales metropolitanos" y el GLC, en su programa electoral a las elecciones generales de 1983. El Concejo Condal del Gran Mánchester fue abolido el 3 de marzo de 1986 por el Ley de Gobierno Local de 1985. El hecho de que los concejos condales metropolitanos estuvieran controlados por el Partido Laborista llevó a acusaciones de que esta abolición estaba motivada por los políticos del partido: la secretaría general de la Asociación Nacional de Delegados del Gobierno Local la describió como una "maniobra completamente cínica". La mayoría de las funciones del Concejo Condal del Gran Mánchester pasaron a los diez concejos de los distritos metropolitanos del Gran Mánchester, aunque algunas funciones como los servicios de emergencia y transporte público fueron controlados por juntas mixtas y después se desarrollaron sobre la base de todo el condado. Se estableció la Asociación de Autoridades de Gran Mánchester (AGMA) para proseguir con gran parte de los servicios de todo el condado en conjunto del concejo condal. El condado metropolitano sigue existiendo legalmente y es un marco geográfico de referencia, for example as a NUTS 2 división administrativa para los objetivos estadísticos dentro de la Unión Europea. A pesar de haber sido intendencia desde 1974, el Gran Mánchester fue incluido como condado ceremonial por la Ley de Intendencias de 1997 el 1 de julio de 1997.
En 1998, la gente del Gran Londres votó en un referéndum a favor del establecimiento de una nueva Autoridad del Gran Londres, con presidente y una cámara electa para el condado. La Nueva Red del Gobierno Local propuso la creación de una nueva Región de la Ciudad de Mánchester basándose en el Gran Mánchester y otros condados metropolitanos como parte del progreso de los esfuerzos de reformas, mientras un informe publicado por el Centro de Ciudades del Instituto de Investigación de Principios Público propuso la creación de dos amplias regiones urbanas basadas en Mánchester y Birmingham. En julio de 2007, La Tesorería publicó su Estudio del desarrollo económico subnacional y regeneración, el cual afirmó que el gobierno permitiría a aquellas regiones urbanas que lo desearan trabajar conjuntamente para formar un marco laboral estatutario para la actividad regional urbana, incluyendo los poderes sobre transporte, técnicas, proyectos y desarrollo económico. En enero de 2008, AGMA sugirió la creación de una estructura formal de gobierno que cubriera toda la región urbana. El tema se reabrió en junio de 2008 respecto al propuesto congestión de cobros en el Gran Mánchester; Sir Richard Leese (líder del Ayuntamiento de Mánchester) dijo que "he llegado a la conclusión de que [un referéndum sobre debería realizar una congestión de los cobros] porque no tenemos un cuerpo electo directo o indirecto para el Gran Mánchester que tenga el poder de hacer esta decisión". El 14 de julio de 2008, las diez autoridades locales del Gran Mánchester acordaron un acuerdo estratégico e integrado de multi-área para todo el condado; una iniciativa voluntaria ocn la intención de hacer que los concejos de los distritos "trabajen juntos para desafiar los límites de las fronteras artificiales" a cambio de una mayor forma de autonomía "Whitehall".

## Geografía

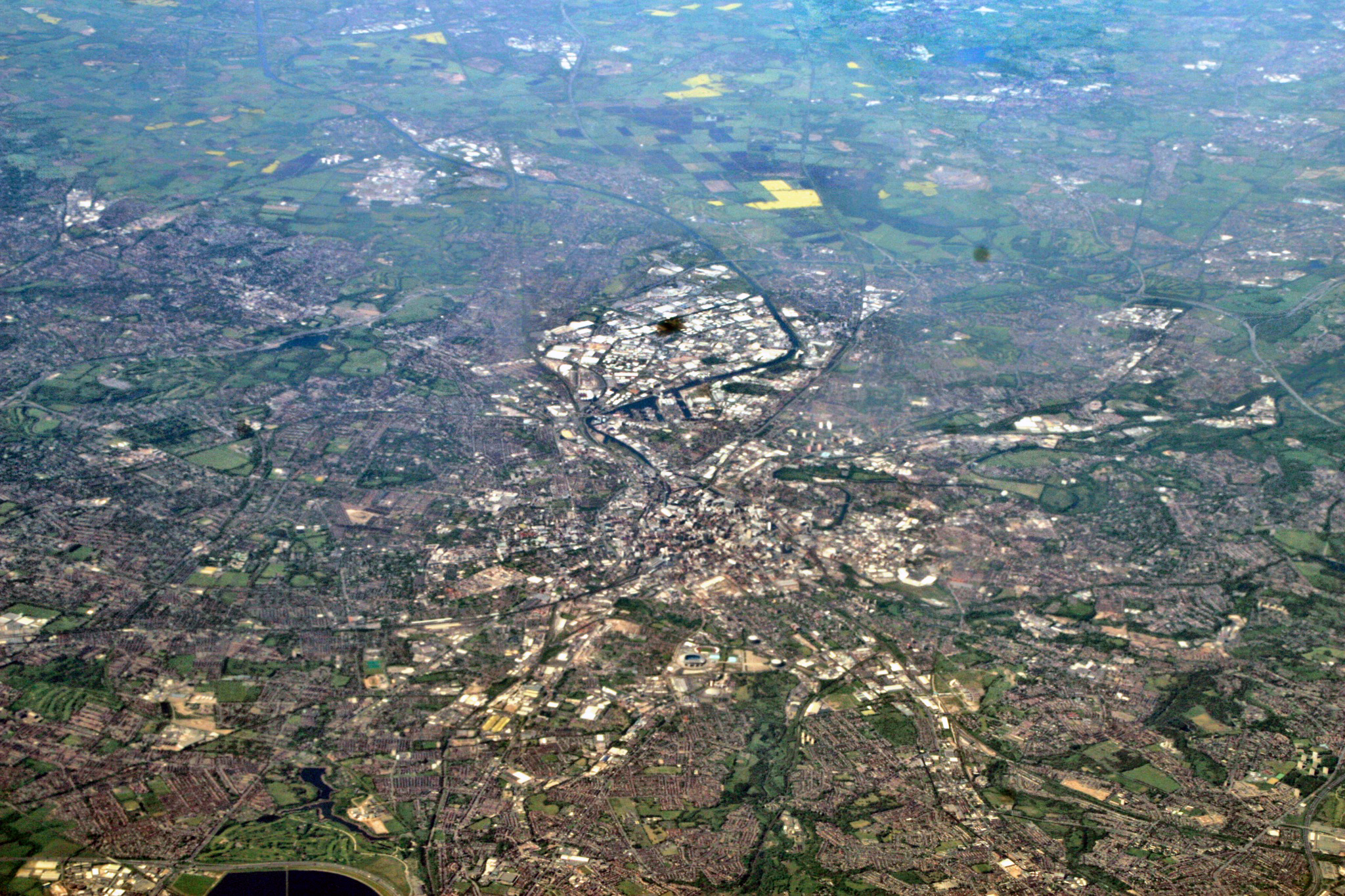
Una fotografía aérea del Gran Mánchester.

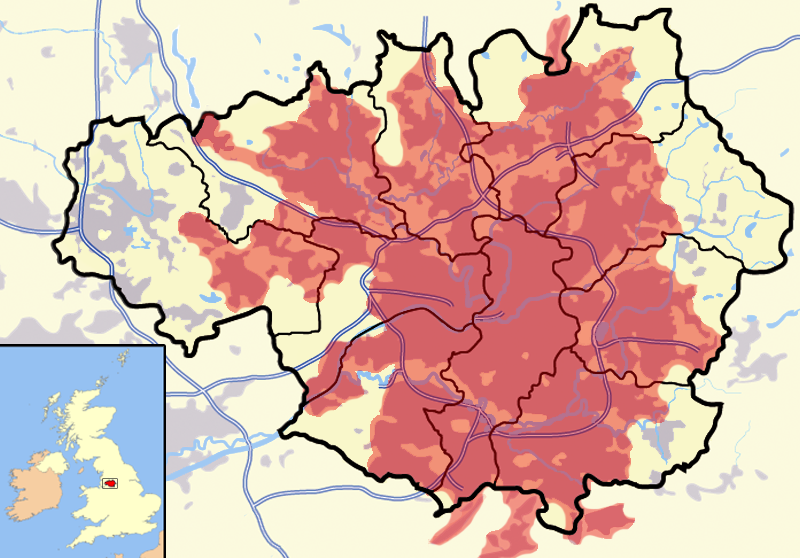
El Área Urbana del Gran Mánchester, destacada en rojo, contra las fronteras del condado metropolitano.

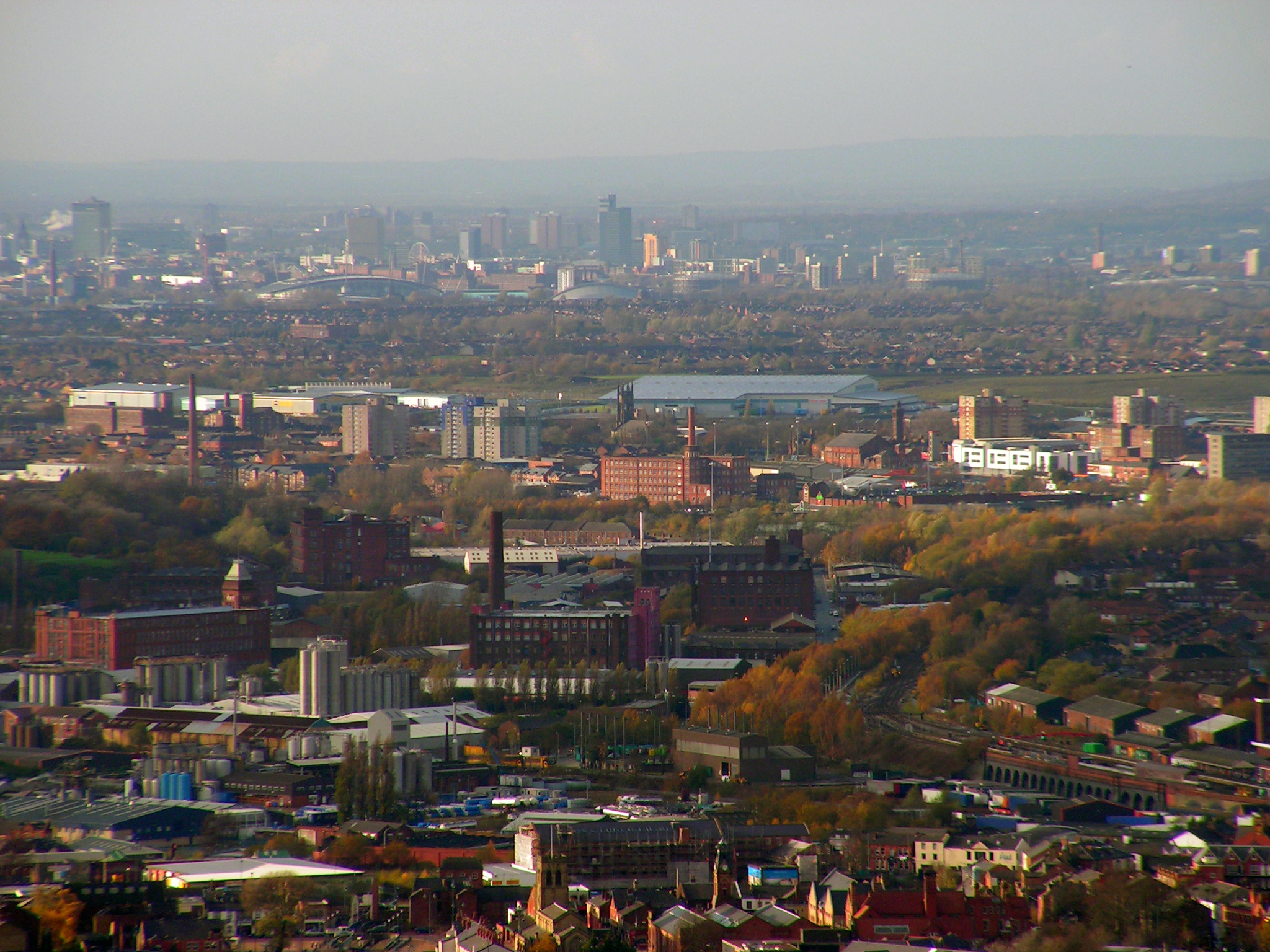
Una visión sobre el municipio de Tameside, hacia el centro de la ciudad de Mánchester.

El Gran Mánchester es un condado interior (no tiene acceso directo al mar) que abarca 1.276km² (492,7 millas cuadradas). Los Peninos se alzan a lo largo del lado oriental del condado, a través de partes de Oldham, Rochdale y Tameside. Los Páramos Occidentales de los Pennine, así como un número de cuencas mineras (principalmente areniscas y esquistos), se encuentran en el oeste del condado. Los ríos Mersey y Tame discurren por los límites del condado, manando ambos en los Pennines. Otros ríos discurren por el condado, incluyendo el Beal, el Douglas y el Irk. El Black Chew Head el punto más alto del Gran Mánchester, alzándose 542 metros sobre el nivel del mar, dentro de la parroquia de Saddleworth. Chat Moss con sus 27 km² comprende el área más extensa granjas primordiales en el Gran Mánchester y contiene la mayor cantidad de bosque semi-natural del condado.
Hay una mezcla de áreas urbanas con alta densidad de población, barrios periféricos y localidades rurales y semirrurales en el Gran Mánchester, pero el uso del terreno es por una aplastante superioridad urbano. Posee un fuerte distrito central de negocios, formado por el Centro de la Ciudad de Mánchester y las partes adyacentes de Salford y Trafford. Sin embargo, el Gran Mánchester también es un condado policéntrico con diez distritos metropolitanos, cada uno de los cuales cuenta con un importante centro de ciudad, y en algunos casos más de uno, y mucho pequeños asentamientos. Se podría decir que el Gran Mánchester es el área urbana de mayor complejidad en las afueras de Londres dentro del Reino Unido, lo cual se refleja en la densidad de su red de transporte y en la magnitud de sus necesidades de inversión para lograr las crecientes y diversas demandas de movilidad generadas por el patrón de desarrollo.
La tabla aquí abajo resume muchos de los asentamientos del condado, y está formado de acuerdo con su municipio metropolitano.
| Condado metropolitano | Municipio metropolitano | Municipio metropolitano | Centro de administración | Otros componentes |
| --------------------- | ----------------------- | ----------------------- | ------------------------ | --- |
| El Gran Mánchester    | Bury                    |                         | Bury                     | Prestwich, Radcliffe, Ramsbottom, Tottington, Whitefield |
| El Gran Mánchester    | Bolton                  |                         | Bolton                   | Blackrod, Farnworth, Horwich, Kearsley, Little Lever, Turton del Sur, Westhoughton                                                                                         |
| El Gran Mánchester    | Mánchester              |                         | Mánchester               | Blackley, Cheetham Hill, Chorlton-cum-Hardy, Didsbury, Ringway, Withington, Wythenshawe                                                                                    |
| El Gran Mánchester    | Oldham                  |                         | Oldham                   | Chadderton, Shaw and Crompton, Failsworth, Lees, Royton, Saddleworth |
| El Gran Mánchester    | Rochdale                |                         | Rochdale                 | Heywood, Littleborough, Middleton, Milnrow, Newhey, Wardle |
| El Gran Mánchester    | Salford                 |                         | Swinton                  | Eccles, Walkden, Worsley, Salford, Irlam, Pendlebury, Cadishead |
| El Gran Mánchester    | Stockport               |                         | Stockport                | Bramhall, Bredbury, Cheadle, Gatley, Hazel Grove, Marple, Romiley |
| El Gran Mánchester    | Tameside                |                         | Ashton-under-Lyne        | Audenshaw, Denton, Droylsden, Dukinfield, Hyde, Longdendale, Mossley, Stalybridge                                                                                          |
| El Gran Mánchester    | Trafford                |                         | Stretford                | Altrincham, Bowdon, Hale, Sale, Urmston |
| El Gran Mánchester    | Wigan                   |                         | Wigan                    | Abram, Ashton-in-Makerfield, Aspull, Astley, Atherton, Bryn, Golborne, Higher End, Hindley, Ince-in-Makerfield, Leigh, Orrell, Shevington, Standish, Tyldesley, Winstanley |

El Área Urbana del Gran Mánchester es un área definida por la Oficina de Estadísticas Nacionales que consiste en una gran conurbación que rodea e incluye a la ciudad de Mánchester. Su territorio abarca gran parte, pero no todo el condado metropolitano del Gran Mánchester. Excluye asentamientos como Wigan y Marple de las fronteras del condado del Gran Mánchester (el mismo Wigan conforma el Área Urbana de Wigan), pero incluye algunos asentamientos que se localizan fuera de los límites condales, como Wilmslow y Alderley Edge en Cheshire, y Whitworth en Lancashire. Aunque ni el condado del Gran Mánchester nin el Área Urbana del Gran Mánchester han recibido el estatus de ciudad en el Reino Unido, la documentación de la Unión Europea sugiere que la conurbación que rodea Mánchester constituye una región de ciudad urbana homogénea.

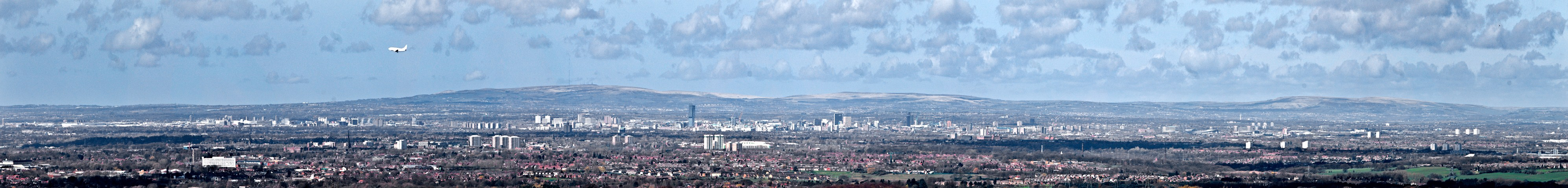
Una vista del Gran Mánchester. El condado está enormemente urbanizado y consiste en vastas áreas urbanizadas y muchos asentamientos.

### Clima
El Gran Mánchester posee un clima oceánico templado, como la mayoría de las islas británicas, con veranos relativamente frescos e inviernos suaves. La media de precipitaciones es de 806,6 mm en comparación con la media de 1125,0 mm en el Reino Unido, y su media de días de lluvia es de 140.4 por año, en comparación con la media de 154.4 del Reino Unido. La temperatura media es ligeramente superior a la del Reino Unido. El Gran Mánchester también tiene un nivel de humedad relativamente alto, el cual se presta a la manufacturación texil optimizada y anti-roturas que hubo alrededor del condado. La nieve no es un hecho corriente en las áreas urbanizadas, debido al efecto del calentamiento urbano. Sin embargo, los Peninos y las colinas del Bosque Rossendale alrededor de los límites oriental y septentrional del condado ya nieva más, y las carreteras que salen del condado pueden ser cerradas a causa de las fuertes nieves, notablemente en la carretera A62 por Standedge, la A57 (Paso de Serpiente, Snake Pass en inglés) hacia Sheffield, y la M62 sobre Saddleworth Moor.

## Gobierno

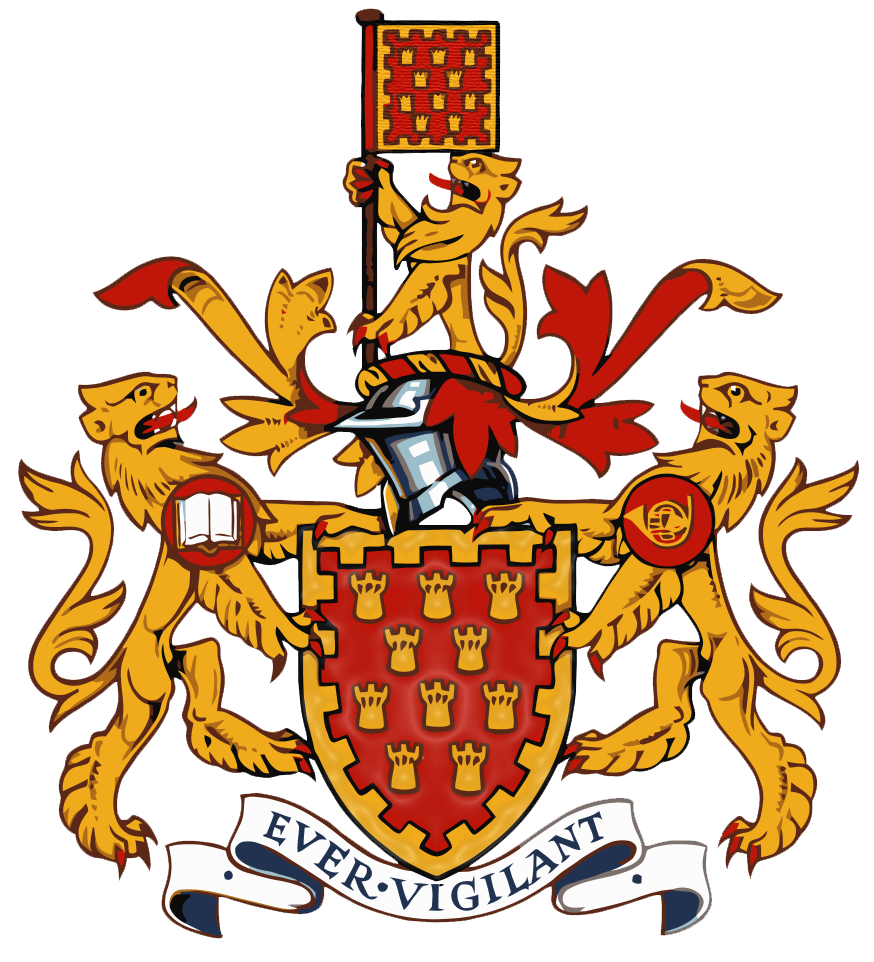
Escudo de armas del antiguo Concejo Condal del Gran Mánchester, que fue abolido en 1986.

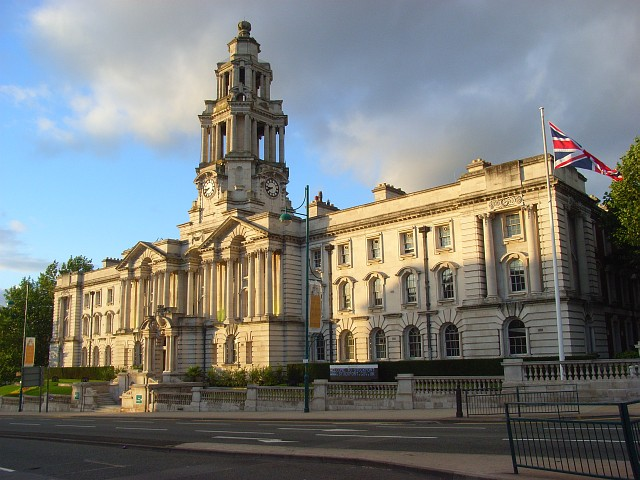
Edificios del gobierno del Ayuntamiento de Stockport y funciones administrativas para el municipio metropolitano de Stockport.

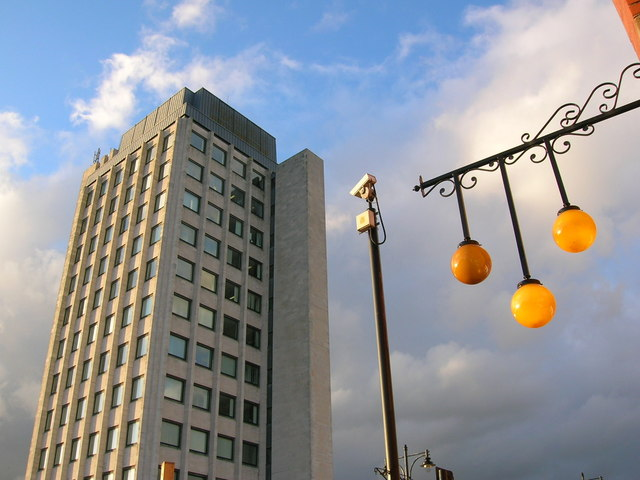
El Centro Cívico de Oldham es donde se desarrollan las funciones del gobierno del municipio metropolitano de Oldham.

El Gran Mánchester se divide en 28 circunscripciones parlamentarias: 18 circunscripciones electorales municipales y 10 circunscripciones electorales condales. La mayor parte del Gran Mánchester está controlado por el Partido Laborista, considerándolo generalmente como una bastión laborista, con sólo cuatro circunscripciones electorales (desde las elecciones generales de 2005) que pertenecen a los liberales demócratas y una circunscripción electoral a los conservadores. El gobierno local en el Gran Mánchester está actualmente provisto de los concejos de diez distritos, conocidos como municipios metropolitanos: Bolton, Bury, la ciudad de Mánchester, Oldham, Rochdale, la ciudad de Salford, Stockport, Tameside, Trafford y Wigan.
A ocho de los diez municipios metropolitanos del Gran Mánchester se los nombró según los ocho antiguos municipios condales que ahora componen los mayores centros de población y de grandiosa importancia histórica y política. Como ejemplo, el municipio metropolitano de Stockport está centrado en la ciudad de Stockport, un antiguo municipio condal, pero que incluye otras localidades menores como Cheadle, Gatley y Bramhall. A dos de los municipios metropolitanos se les dieron nombres neutros porque cuando fueron creados no hubo acuerdo sobre qué ciudad debía ser el centro administrativo y tampoco tenían un municipio condal Estos municipios son Tameside y Trafford, cuyos núcleos son Ashton-under-Lyne y Stretford respectivamente, y se los nombró en referencia a sus orígenes geográficos e históricos.
En los doce primeros años tras la creación del condado en 1974, este tenía un sistema escalonado de gobierno local y los concejos municipales metropolitanos compartían el poder con el Concejo Condal del Gran Mánchester. El Concejo Condal del Gran Mánchester, una autoridad estratégica a cargo de los servicios regionales como el transporte, la planificación estratégica, los servicios de emergencia y el suministro de agua, comprendía 106 miembros de entre los diez municipios metropolitanos del Gran Mánchester. Sin embargo en 1986, el Concejo Condal de Mánchester fue abolido junto con los otros cinco concejos de los condados metropolitanos y el Concejo del Gran Londres, y la mayoría de sus poderes pasaron a ser dirigidos por los municipios. Existen varias parroquias civiles en ciertas partes del Gran Mánchester.
A pesar de que el concejo condal se abolió (el cual estaba fundamentado en lo que ahora es la Casa Westminster frente a los Jardines Piccadilly), cierto número de funciones del gobierno local tienen lugar a nivel condal. Las diez autoridades del Gran Mánchester cooperan por medio de la Asociación de Autoridades del Gran Mánchester (AGMA, Association of Greater Manchester Authorities), que pretende crear una aproximación coordinada de todo el condado hacia muchos temas. La AMGA financia algunos cuerpos conjuntos para todo el condado como la Oficina de Archivos del Condado del Gran Mánchester. A través del AGMA, las diez autoridades del Gran Mánchester cooperan en muchos asuntos, incluyendo planes de transporte local para todo el condado. Algunos servicios locales se facilitan para el condado en su conjunto, administrados por juntas mixtas estatutarias. Estos son el Ejecutivo de Transporte de Pasajeros del Gran Mánchester, (GMPTE, Greater Manchester Passenger Transport Executive) responsable de la planificación y coordinación del transporte público en el condado; la Policía del Gran Mánchester, controlada por una autoridad policial mixta; el Servicio de Rescate y de Incendios del Gran Mánchester, administrado por una "Autoridad de Rescate y Fuego" mixta; y la Autoridad de Aguas Residuales del Gran Mánchester. Estas juntas mixtas están formadas por concejales designados de cada uno de los diez municipios (excepto la Autoridad de Aguas Residuales, que no incluye el municipio metropolitano de Wigan). Los diez municipios poseen conjuntamente el Grupo de Aeropuerto de Mánchester, que controla el Aeropuerto de Mánchester y tres otros aeropuertos del Reino Unido. Otros servicios están financiados directamente y dirigidos por los ayuntamientos locales.
El Gran Mánchester es un condado ceremonial con su propio lod-teniente, quien es la representación personal del monarca. La Ley de Gobierno Local de 1972 estipuló que toda el área cubierta por el condado metropolitano del Gran Mánchester también se incluiría en el Ducado de Lancashire, extendiendo el ducado para incluir regiones que estaban antiguamente en los condados del Riding del Oeste de Yorkshire. Hasta el 31 de marzo de 2005, el Guardián de los Archivos fue designado por el Canciller del Ducado de Lancaster; ahora son nombrados po el Lord Gran Canciller de Gran Bretaña. El primer lord-teniente del Gran Mánchester fue Sir William Downward, que ostentó el título desde 1974 hasta 1988. El actual lord teniente es Warren James Smith. Como condado geográfico, el gobierno usa el Gran Mánchester (a través de la Oficina de Estadísticas Nacionales) para la reunión de todas las estadísticas del condado en su conjunto y para organizar y cotejar materiales de registros generales y censos.

## Demografía

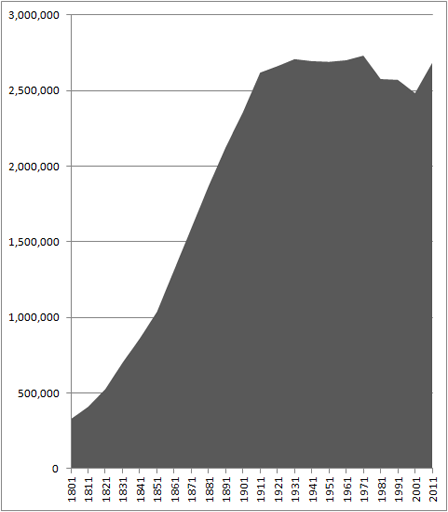
La población del Gran Mánchester ha aumentado de alrededor 328.000 en 1801 hasta 2,5 millones en 2001. Su pico fue en 1971, con 2,7 millones.

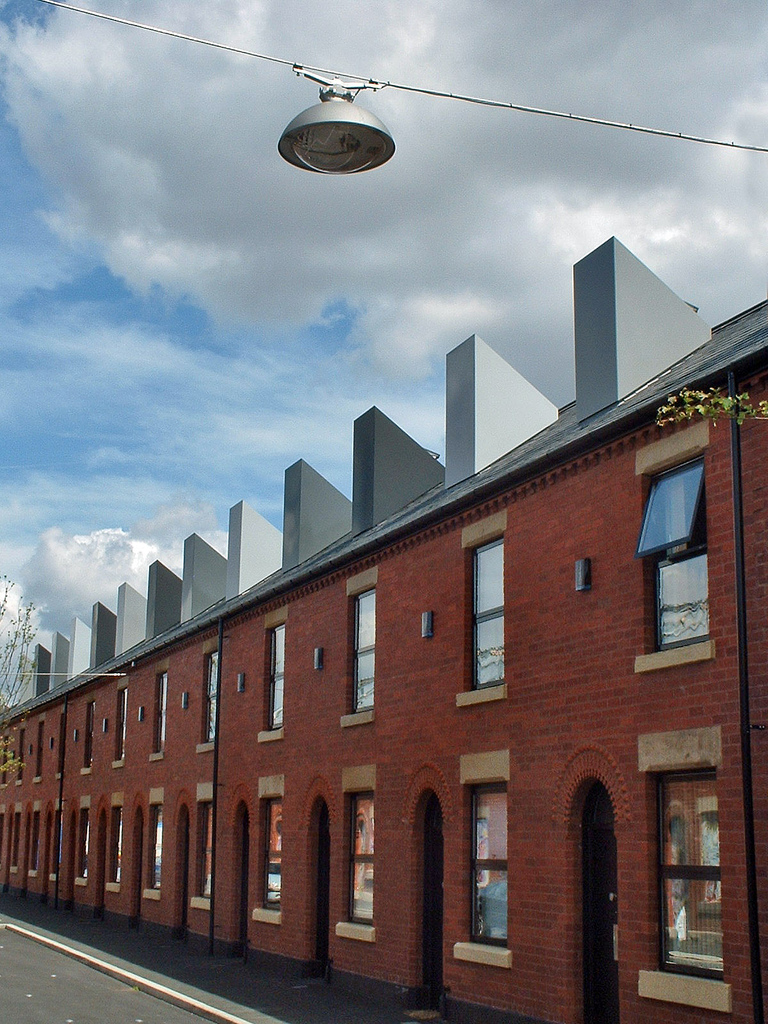
Gran parte de las viviendas del Gran Mánchester está formada por casas adosadas en hilera, construidas a bajos costes para la población de las zonas industriales locales. Esta calle en Salford ha sido renovada por la compañía Urban Splash (Chapoteo Urbano).

El Gran Mánchester tiene una población de 2.553.800 habitantes (en el año 2006), convirtiéndolo en el tercer condado más poblado en el Reino Unido, después del Gran Londres y de Midlands del Oeste. Es el séptimo condado más poblado de Inglaterra. El gentilicio del Gran Mánchester es "Gran Mancuniano" (Greater Mancunian).
El Gran Mánchester tiene una población diversa y es una aglomeración multicultural con una significativa minoría étnica que comprende el 8,49 % del total de la población. Actualmente hay unas 66 nacionalidades en el condado. Según el censo de 2001 del Reino Unido, el 74,2 % de los residentes del Gran Mánchester son cristianos; el 5,0 %, musulmanes; el 0,9 %, judíos; el 0,7 %, hinduistas; el 0,2 %, budistas; y el 0,1 %, del culto sij. El 11,4 % no poseen una religión, el 0,2 % se identifica con una religión alternativa y el 7,4 % no definió su religión. Esto es similar al resto del condado, aunque las proporciones de musulmanes y judíos son casi el doble que la media nacional. El Gran Mánchester está cubierto por las diócesis católicas de Salford y Shrewsbury, y la Archidiócesis de Liverpool. La mayor parte del Gran Mánchester forma parte de la Diócesis Anglicana de Mánchester, aparte de Wigan, que se sitúa dentro de la Diócesis de Liverpool.
Siguiendo a la desindustrialización del Gran Mánchester a mediados del siglo XX, se produjo un declive significativo de la economía y de la población en la región, particularmente en Mánchester y en Salford.
Amplias áreas de casas adosadas de baja calidad construidas durante toda la época victoriana se encontraban en pobre estado e inadecuadas para las necesidades modernas; muchos distritos del interior de la ciudad sufrieron privaciones sociales crónicas y altos niveles de desempleo. La evacuación de barriadas y el creciente exceso de población con la construcción de viviendas sociales por parte de los ayuntamientos Salford y Mánchester llevó a la disminución de la población en el centro del Gran Mánchester. Durante la década de 1970, 1980 y 1990, la población del Gran Mánchester se redujo aproximadamente 8 000 habitantes cada año. Mientras que la población de la Ciudad de Mánchester disminuyó en torno a un 40 % en este período (de 766 311 habitantes en 1931 a 452 000 en 2006), la población total del Gran Mánchester sólo se redujo un 8 %.
| Totales de población del Gran Mánchester | Totales de población del Gran Mánchester | Totales de población del Gran Mánchester | Totales de población del Gran Mánchester | Totales de población del Gran Mánchester | Totales de población del Gran Mánchester | Totales de población del Gran Mánchester | Totales de población del Gran Mánchester |
| Ali | Población                                |                                          | Año                                      | Población                                |                                          |                                          |                                          |
| --- | ---------------------------------------- | ---------------------------------------- | ---------------------------------------- | ---------------------------------------- | ---------------------------------------- | ---------------------------------------- | ---------------------------------------- |
| 1801 | 328 609                                  | 1871                                     | 1 590 102                                | 1941                                     | 2 693 775                                | 2011                                     | 2 682 500                                |
| 1811 | 409 464                                  | 1881                                     | 1 866 649                                | 1951                                     | 2 688 987                                | 2021                                     | 2 687 800                                |
| 1821 | 526 230                                  | 1891                                     | 2 125 318                                | 1961                                     | 2 699 711                                |                                          |                                          |
| 1831 | 700 486                                  | 1901                                     | 2 357 150                                | 1971                                     | 2 729 741                                |                                          |                                          |
| 1841 | 860 413                                  | 1911                                     | 2 617 598                                | 1981                                     | 2 575 441                                |                                          |                                          |
| 1851 | 1 037 001                                | 1921                                     | 2 660 088                                | 1991                                     | 2 569 700                                |                                          |                                          |
| 1861 | 1 313 550                                | 1931                                     | 2 707 070                                | 2001                                     | 2 482 352                                |                                          |                                          |
| Las estadísticas de antes de 1974 se recogieron por las áreas del gobierno local que ahora comprende el Gran Mánchester Fuente: Histórico de Gran Bretaña. |                                          |                                          |                                          |                                          |                                          |                                          |                                          |

La disposición de casas del Gran Mánchester comprende una variedad de tipos. El centro de la ciudad de Mánchester se caracteriza por sus grandes edificios con muchas plantas, mientras Salford posee algunos de los bloques de mayor altura y es uno de los estados más densamente poblados en Europa. Por todo el Gran Mánchester, son comunes las filas de casas adosadas, la mayoría de las cuales construidas durante la época victoriana y el período eduardino. La Iniciativa de Renovación del Mercado Inmobiliario ha identificado a Mánchester, Salford, Rochdale y Oldham como áreas de casas adosadas no aptas para las necesidades de hoy en día. A pesar de que el Gran Mánchester es famoso por su expansión descontrolada, el condado no tiene zonas verdes. Se dice que Altrincham, con sus barrios Bowdon y Hale, constituye un "cinturón de corredores de bolsa, con casas bien equipadas en una zona de opulencia selvática".

## Educación
El Gran Mánchester posee cuatro universidades: la Universidad de Bolton, la Universidad de Mánchester, la Universidad Metropolitana de Mánchester y la Universidad de Salford. Junto con el Real Colegio de Música del Norte, tienen una combinada población de estudiantes de educación superior de 101 165 en 2007 (el tercer número más alto en Inglaterra, por detrás del Gran Londres con 360 890 y el Midlands del Oeste con 140 980), y el decimotercero más alto por cabeza en Inglaterra por cabeza. La mayoría de los estudiantes se concentran en la calle Oxford en Mánchester, el recinto urbano de educación superior más extenso de Europa.
La educación primaria, secundaria y posterior dentro del Gran Mánchester son responsabilidad de los municipios constituyentes que forman las autoridades locales de educación y administran escuelas y colegios de educación de niveles más altos. El condado también cuenta con un cierto número de escuelas independientes como el St. Bede's College, la Escuela de Gramática de Mánchester, la Escuela de Bolton y la Escuela de Gramática de Bury.

## Economía

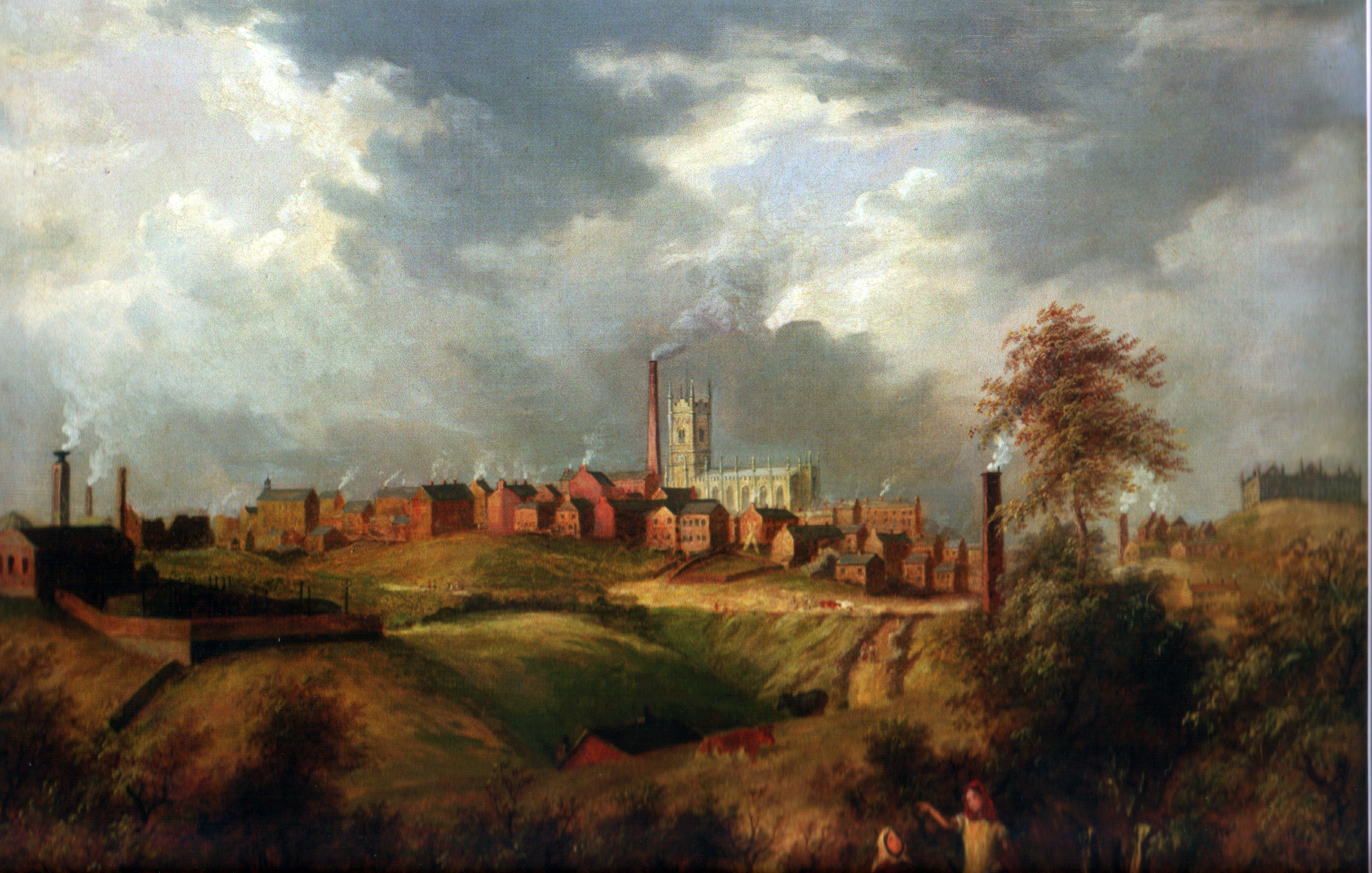
Oldham, pintado durante la Revolución industrial. Muchas ciudades del Gran Mánchester se construyeron alrededor de estas zonas.

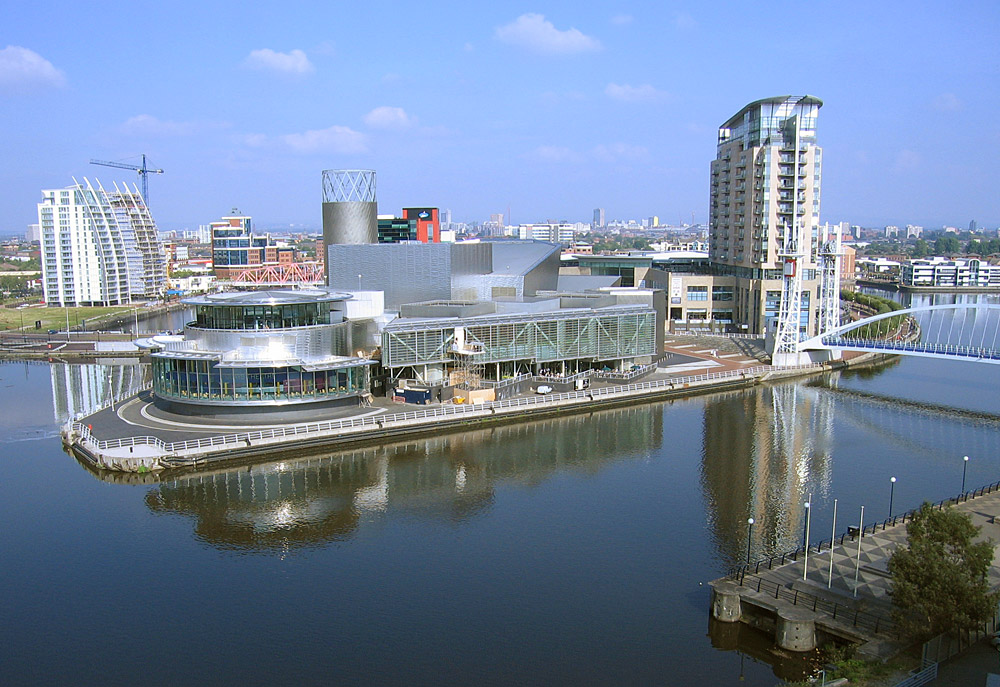
Los Muelles de Salford es el principal distrito de negocios de la ciudad de Salford.

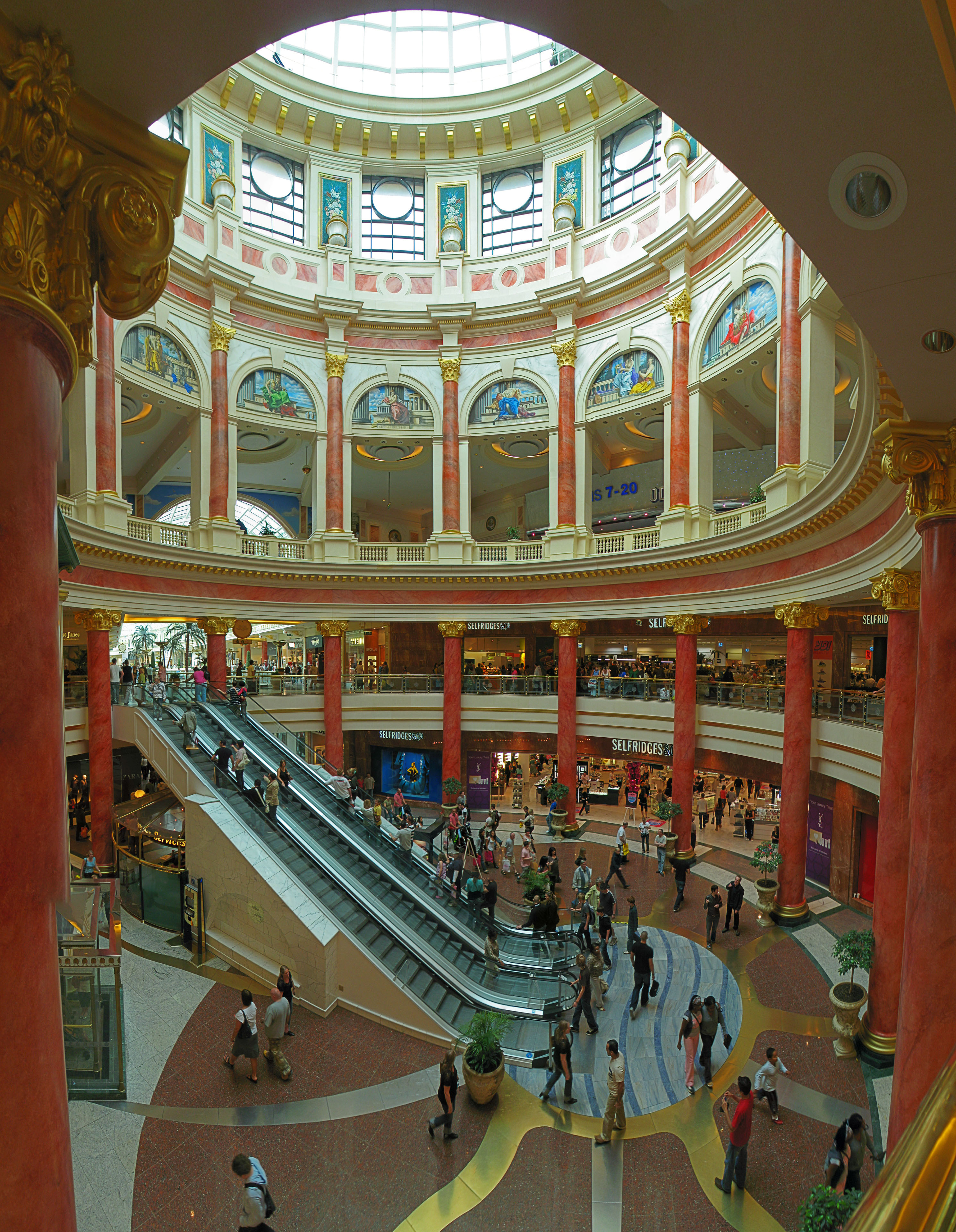
El centro de Trafford es uno de los mayores centros comerciales en el Reino Unido.

Gran parte de la riqueza del Gran Mánchester se generó durante la Revolución Industrial. La primera fábrica algodonera del mundo se construyó en la ciudad de Royton, y el condado alberga varias antiguas zonas industriales. Una publicación de la Asociación para la Arqueología Industrial describe el Gran Mánchester como "uno de las áreas clásicas de crecimiento industrial y urbano en Gran Bretaña, el resultado de una combinación de fuerzas que llegaron a la vez en los siglos XVIII y XIX: un aumento espectacular de la población, la aparición de zonas industriales especializadas, una revolución en el transporte, y débil señorío local". Gran parte del condado estuvo a la vanguardia de la manufactura textil durante la Revolución Industrial y en el siglo XX, representado por las antiguas fábricas textiles fundadas por todo el condado.
El territorio que forma el Gran Mánchester experimentó un rápido declive en los sectores traduccionales, en parte durante la escasez de lana de Lancashire causada por la guerra civil americana, pero principalmente por la depresión económica de la postguerra y la desindustrialización de Gran Bretaña que ocurrió durante el siglo XX. Una considerable reestructuración industrial ha ayudado a la recuperación de la región. Históricamente, los muelles de los Muelles de Salford eran un puerto industrial, aunque ahora son (seguido por un periodo de desuso) un área comercial y residencial que incluye el Museo Imperiar de Guerra del Norte y el teatro El Lowry y el centro de exhibiciones. También se prevé la apertura de un importante centro de la BBC en el año 2010.
Hoy en día, el Gran Mánchester es el centro económico de la región Noroeste de Inglaterra y es la mayor economía subregional en el Reino Unido, después de Londres e Inglaterra del Sureste. El Gran Mánchester representa más de 42 billones de libras del GVA regional del Reino Unido, más que Gales, Irlanda del Norte o Inglaterra del Noreste. El centro de la ciudad de Mánchester, el distrito central de negocios del Gran Mánchester, es un gran centro de negocios y de comercio y suministra una identidad global al Gran Mánchester, actividades especializadas y oportunidades de empleo. De igual forma, la economía del centro de la ciudad depende por encima del resto del condado debido a su población como consorcio de empleo y fuerza de trabajo especializada, y por su poder adquisitivo. El Mánchester de hoy es un centro para las artes, los medios de comunicación, la educación superior y el comercio. En un sondeo sobre los jefes de negocios de Gran Bretaña publicado en 2006, se veía a Mánchester como el mejor lugar del país para asentar el negocio. Un reporte encargado por Sociedad de Mánchester (Mánchester Partnership) publicado en el año 2007 mostró a Mánchester como la "ciudad de crecimiento más veloz", económicamente hablando. Es la tercera ciudad más visitada del Reino Unido por visitantes extranjeros y ya se considera a menudo como la segunda ciudad del Reino Unido. El Centro de Trafford es uno de los mayores centros comerciales del país y se sitúa dentro del municipio metropolitano de Trafford.
Según el censo británico de 2001, hay 1.805.315 residentes en el Gran Mánchester comprendidos entre los 16 y 74 años. La actividad económica de esta gente era un empleo a jornada completa para el 40,3 %, a media jornada para el 11,3 %, autónomos el 6,7 %, en paro el 3,5 %, estudiantes sin trabajo para el 5,1 %, estudiantes con trabajo para el 2,6 %, jubilados el 13,0 %, buscando un nuevo hogar o familia para el 6,1 %, permanentemente enfermos o minusválidos el 7,8 %, y económicamente inactivos por otros motivos el 3,5 %. Las cifras se asemejan con la tendencia nacional, aunque el porcentaje de autónomos se sitúa por debajo de la media nacional (8,3 %). La proporción de desempleo en el condado varía, siendo en el municipio metropolitano de Stockport de 2,0 % frente al 7,9 % de la ciudad de Mánchester. En 2001, de los 1.093.385 residentes con empleo del Gran Mánchester, la industria laboral era: el 18,4 % venta al por menor y al por mayor, 16,7 % manufacturación, 11,8 % servicios de propiedad y de negocios, 11,6 % trabajos sanitarios y sociales, 8,0 % educación, 7,3 % transporte y comunicaciones, 6,7 % construcción, 4,9 % administración pública y defensa, 4,7 % hoteles y restaurantes, 4,1 % finanzas, 0,8 % suministro de electricidad, gas y agua, 0,5 % agricultura, y 4,5 % otros. Esto se encontraba grosso modo semejante a las cifras nacionales, excepto por la proporción de empleos en agricultura, sólo una tercio de la media nacional (1,5 %) debido a aplastante uso urbano.
| Valor regional bruto añadido, por el condado metropolitano del Gran Mánchester sobre los precios básicos actuales. Las cifras están en millones de libras esterlinas británicas. | Valor regional bruto añadido, por el condado metropolitano del Gran Mánchester sobre los precios básicos actuales. Las cifras están en millones de libras esterlinas británicas. | Valor regional bruto añadido, por el condado metropolitano del Gran Mánchester sobre los precios básicos actuales. Las cifras están en millones de libras esterlinas británicas. | Valor regional bruto añadido, por el condado metropolitano del Gran Mánchester sobre los precios básicos actuales. Las cifras están en millones de libras esterlinas británicas. | Valor regional bruto añadido, por el condado metropolitano del Gran Mánchester sobre los precios básicos actuales. Las cifras están en millones de libras esterlinas británicas. |
| Año | Valor Regional Bruto Añadido | Agricultura | Industria | Servicios |
| --- | --- | --- | --- | --- |
| 1995 | 25.368 | 59 | 8.344 | 16.966 |
| 2000 | 32.995 | 38 | 8.817 | 24.140 |
| 2003 | 38.300 | 48 | 8.973 | 29.279 |
| 2005 | 42.082 | — | —— | ——– |

1. ↑  Los componentes no deben sumarse a los totales debido al redondeo
2. ↑  Incluye caza y silvicultura
3. ↑  Incluye energía y construcción
4. ↑  Incluye servicios intermediarios financieros indirectamente medidos

## Transporte

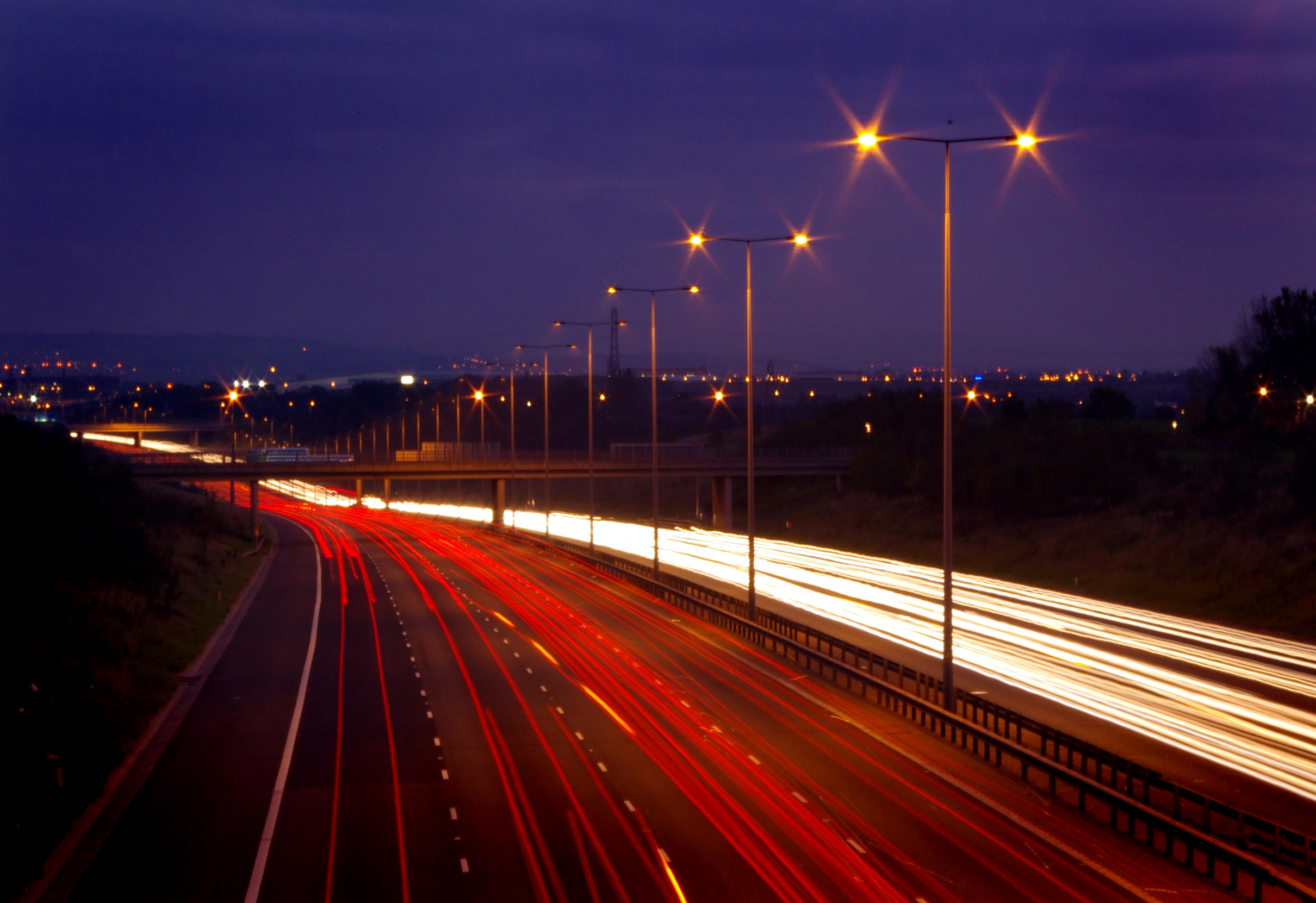
La autopista M60 a su paso por Failsworth; se trata de una autopista circular del Gran Mánchester.

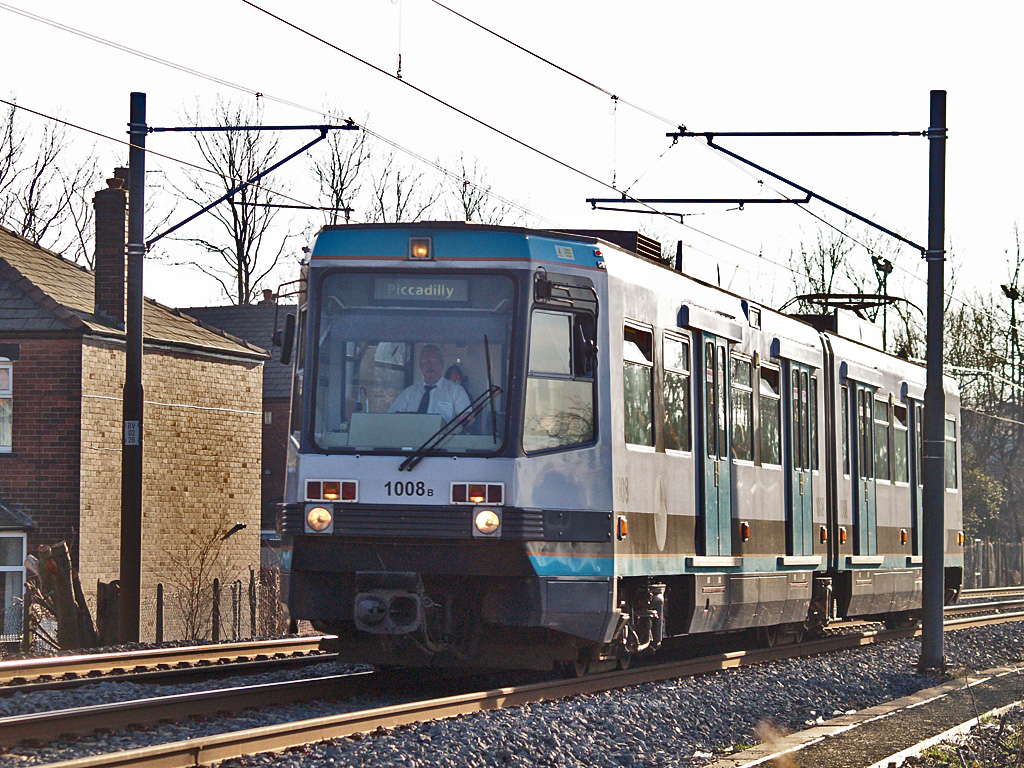
Un tranvía del Manchester Metrolink aproximándose a Radcliffe, parte del sistema de transporte público ligero sobre raíles del Gran Mánchester.

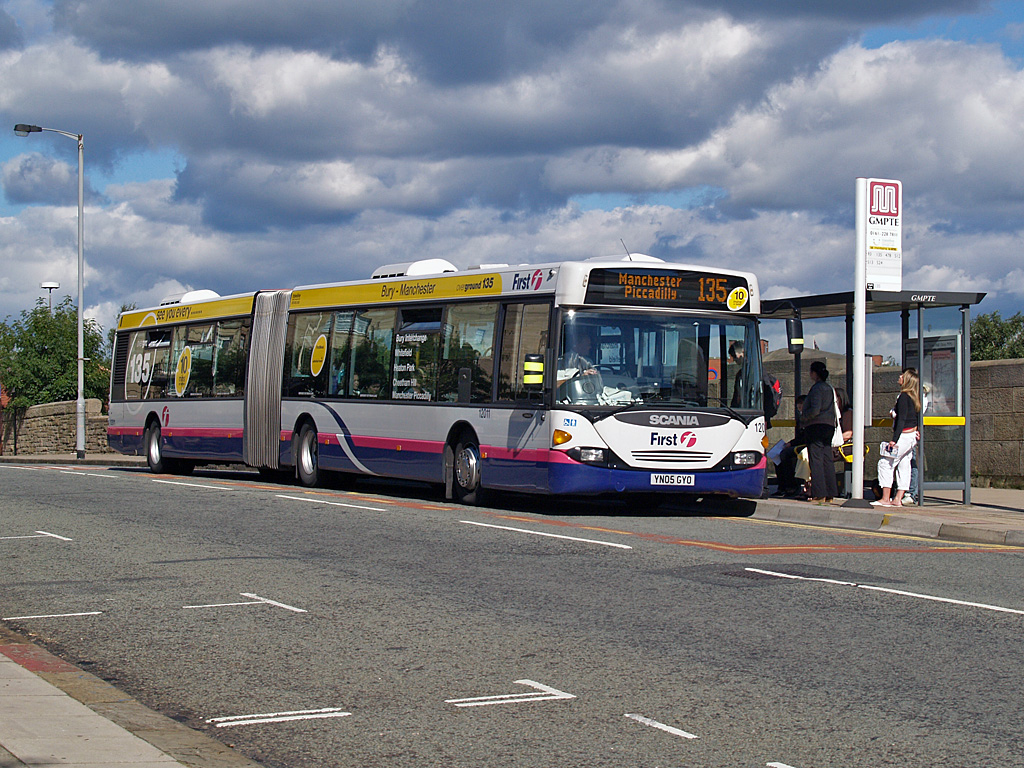
Servicios de autobús de la compañía First Mánchester en servicio en el norte del condado.

Los servicios públicos de transporte en el Gran Mánchester son coordinados por el Ejecutivo de Transporte de Pasajeros del Gran Mánchester (Greater Manchester Passenger Transport Executive, GMPTE), un cuerpo público establecido como SELNEC PTE en 1969 en consonancia con la Ley de Transporte de 1968. La original Autoridad de Transporte de Pasajeros SELNEC fue traspasada al Concejo Condal del Gran Mánchester el 1 de abril de 1974 con la intención de coordinar autobuses y trenes en el nuevo condado. El concejo tenía total responsabilidad sobre la planificación estratégica y las decisiones de actuación en transporte público y carreteras. La intención del GMPTE era obtener el suministro de un sistema completamente integrado y eficiente de transporte de pasajeros para lograr satisfacer las necesidades del área en cuestión. En 1977 se la señaló como la mayor autoridad de transporte público en el Reino Unido después del transporte londinense.
El Gran Mánchester se extiende en el corazón de la red de transporte de noroeste. Gran parte de las infraestructuras se centran en la ciudad de Mánchester con el cinturón de ronda interior de Mánchester que circula por el centro urbano, una fusión de varias carreteras más importantes. El condado es el único lugar del Reino Unido que posee una autopista circular: la M60, que atraviesa todos los municipios excepto Bolton y Wigan. El Gran Mánchester tiene un porcentaje más alto de red de autopistas que cualquier otro condado en el país, y según el libro Guinness de los récords posee la mayor cantidad de carriles de tráfico a cada lado (17), que se extienden a través de varias calzadas paralelas (M61 en Linnyshaw en Walkden, cerca del cruce con la M60). Los 137 km (85 millas) de red de autopistas del Gran Mánchester vieron 5,8 billones de kilómetros de vehículos en 2002, sobre el 6 % del total nacional, o 89.000 vehículos cada diarios. La carretera "Lancs del Este" A580 es una carretera A primaria que conecta Mánchester y Salford con Liverpool. Fue la primera carretera construida para conectar ciudades y fue oficialmente inaugurada por el Rey Jorge V el 18 de julio de 1934. Hay propuestas tarifas de congestión en el Gran Mánchester. A diferencia de la actual versión del proyecto de Londres, se usarán dos cordones, uno cubriendo el principal núcleo urbano del Área Urbana del Gran Mánchester y otro cubriendo el centro de la ciudad de Mánchester.
Hay una amplia red de autobuses que parten del centro de la ciudad de Mánchester. Los principales proveedores de este servicio son First Mánchester en el norte del condado, y Stagecoach Machester en el sur. Además de la red de rutas de autobús, uns sistema de tranvía ligero comenzó a operar en 1992, llamado Mánchester Metrolink. Los sistemas de tranvía cubren la ciudad de Mánchester, la ciudad de Salford, Bury y Trafford. Se prevé una extensión del sistema a comienzos de 2008, la cual verá el funcionamiento del sistema en todos los municipios excepto Bolton y Wigan. El Gran Mánchester posee una red ferroviaria de 229 km (142 millas) con 98 estaciones, formando un cubo central al noroeste de la red de ferrocarril. Los servicios de tren son suministrados por compañías privadas y funcionan sobre la red ferroviaria nacional que es propiedad y mantenida por Network Rail (Raíl de Redes). También permanece una amplia red de canales de la Revolución Industrial. El Aeropuerto de Mánchester, que es el cuarto más grande del Reino Unido, dota al condado con vuelos a más destinos que ningún otro aeropuerto en el país: desde junio de 2007 ha suministrado 225 rutas.
Las tres formas de transporte público en la zona se utilizan realmente mucho. Se hicieron 19,7 millones de viajes sobre raíl en el área sostenida por el GMPTE en el año financial 2005/2006, un incremento del 9,4 % con respecto de 2004/2005; hubo 19,9 millones de viajes en Metrolink; y el sistema de autobús transportó a 219,4 millones de pasajeros.

## Deportes

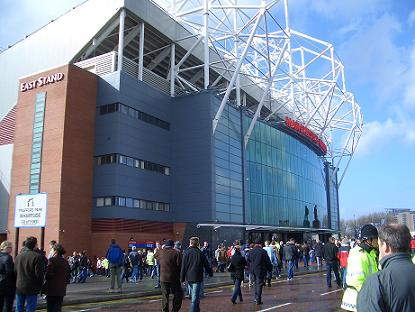
La tribuna este del Old Trafford.

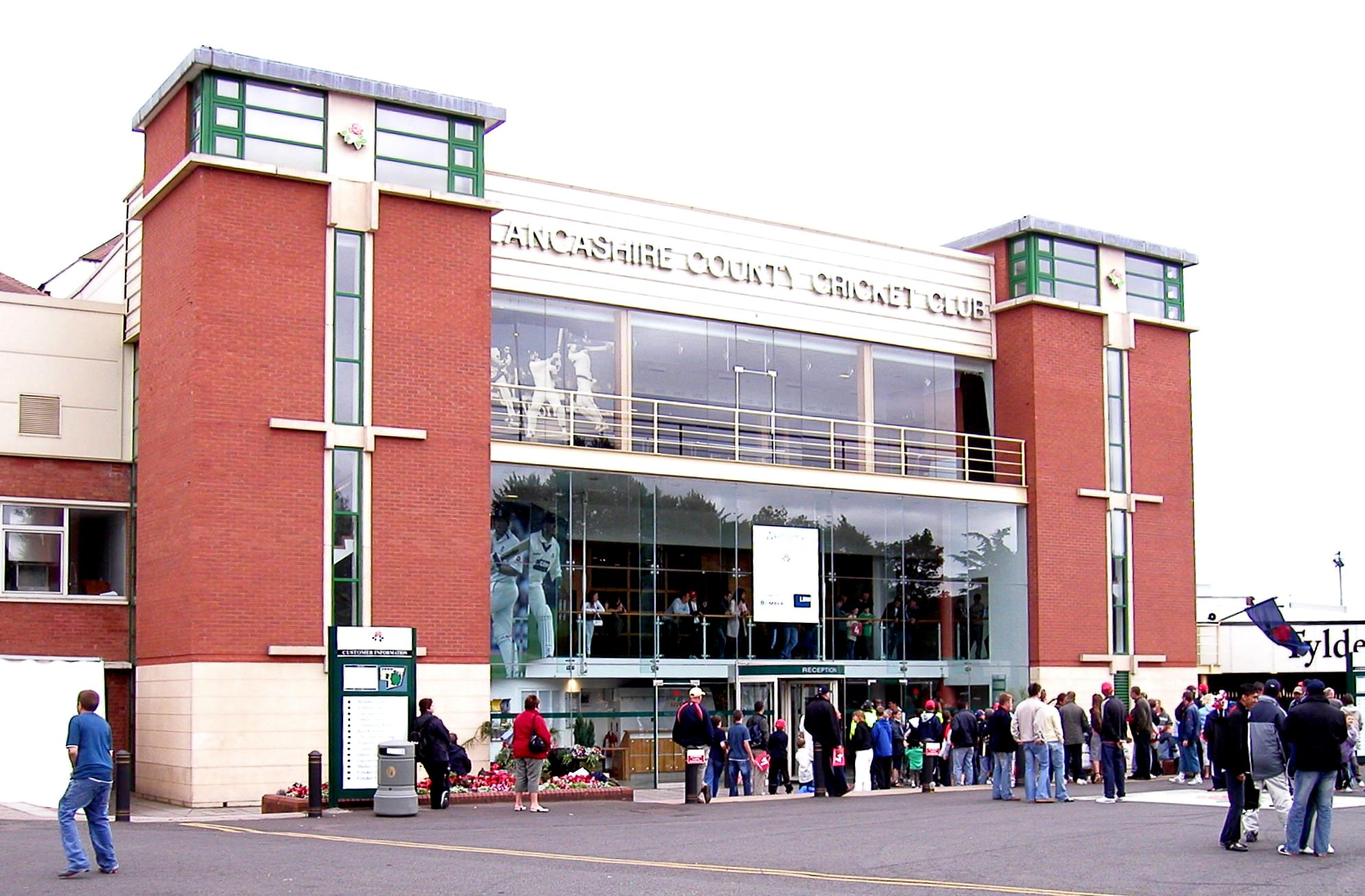
La entrada principal del Campo de Cricket Old Trafford.

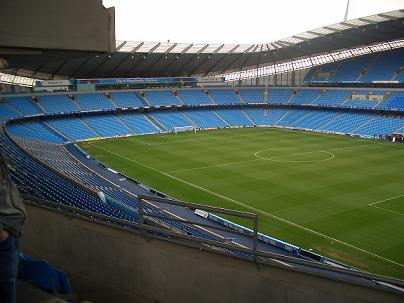
El Estadio Ciudad de Mánchester, el principal lugar de reunión de los juegos de la Mancomunidad de 2002 y sede del Manchester City F.C.

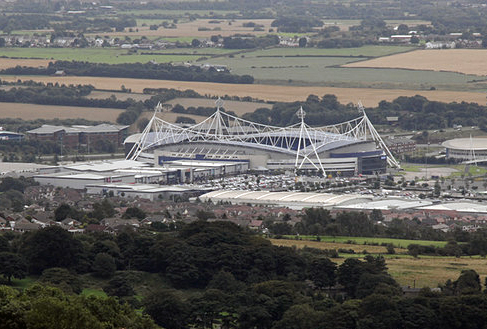
El Bolton Wanderers F.C. tienen su centro en el Estadio Reebok, en Horwich.

Mánchester albergó los Juegos de la Mancomunidad de 2002, con un coste de 200 millones de libras esterlinas a causa de las instalaciones deportivas y otros 470 millones para las estructuras locales, y fue con mucho el mayor y más caro evento deportivo del Reino Unido y el primero en ser una parte integral de regeneración urbana. Se utilizó una mezcla de instalaciones nuevas y ya existentes. Los nuevos servicios incluían el Centro Acuático de Mánchester, el Estadio Bolton, el Centro Nacional de Squash y el Estadio Ciudad de Mánchester. El Velódromo de Mánchester se construyó com parte de la puja para albergar los Juegos Olímpicos de 2000. Tras los Juegos de la Mancomunidad, el Estadio Ciudad de Mánchester se adecuó para el uso futbolístico y la pista adyacente de calentamiento se mejoró para convertirse en la Pista Regional de Atletismo. Otras instalaciones siguen siendo utilizadas por los atletas de élite. No es fácil de cuantificar la cantidad neta de regeneración del área. Los Asesores de la Policía de Cambridge estiman unos 4,500 trabajos a jornada completa como consecuencia directa, y Grattan señala otros beneficios a largo plazo que se acumulan por la publicidad y la mejora de la imagen de la zona.
En fútbol, dos de los principales clubes de Inglaterra son de Mánchester: el Mánchester United F.C. y el Manchester City F.C., quienes se enfrentan en el Derbi de Mánchester. Es uno de los equipos de fútbol más conocidos, y en abril de 2008 Forbes estimó que también era el más rico. El Mánchester United ha ganado el campeonato de liga veinte veces, la Copa FA doce veces y han sido los campeones europeos en tres ocasiones. Su campo Old Trafford ha albergado la Copa Final FA y partidos internacionales. En tanto, el Manchester City F.C. se trasladó de la calle Maine al Estadio Ciudad de Mánchester tras los Juegos de la Mancomunidad de 2002. Han ganado el campeonato de liga nueve veces y la Copa FA siete veces, siendo una de estas victorias contra el Manchester United en la final en Wembley.
Los otros dos equipos más destacados del Gran Mánchester son el Bolton Wanderers F.C., que actualmente juega en la League One, quien disputó más de 70 temporadas en primera división y ha ganado la Copa FA cuatro veces, y el Wigan Athletic F.C., que debutó en la liga de Inglaterra en 1978 y debutó en la Premier en 2005, para luego resultar campeón de la Copa FA en 2012-13. Además, el Oldham Athletic A.F.C. y el Stockport County F.C. jugarán en la Liga Uno; el Bury F.C. (ganador en dos ocasiones de la Copa FA) y el Rochdale A.F.C. jugarán en la Liga Dos.
En rugby, los Sale Sharks de Stockport compiten en el Guinness Premiership y ganaron la liga en 2006. Whitefield centró la competición Sedgley Park RUFC en la División Nacional Uno, el Mánchester RUFC en División Nacional Dos y el equipo de Wigan Orrell RUFC en la División Nacional Tres Norte.
En rugby league, los Wigan Warriors compiten en la Super League; han ganado la Superliga/Campeonato diecisiete veces, la Copa Reto diecisiete veces y el Reto Mundial de Clubes en tres ocasiones. Los Leigh Centurions, los Rochdale Hornets y los Salford City Reds participaron en la Liga Nacional Uno con los rivales locales Oldham Roughyeds de Swinton Lions en la Liga Nacional Dos.
El Club de Cricket del Condado de Lancashire empezó como Club de Cricket de Mánchester y representa al (histórico) condado de Lancashire. Lancashire luchó por los juegos originales de Campeonato del Condado en 1890. El equipo ha ganado el Campeonato del Condado en ocho ocasiones y en 2007 quedó tercero, alejándose poco a poco de su primer título en 1950. Su campo en Old Trafford, cerca del estadio de fútbol con el mismo nombre, alberga regularmente partidos test. Posiblemente, el más famoso tuvo lugar en 1956, cuando Jim Laker obtuvo un total de diecinueve palos en el cuarto test contra Australia. El Club de Cricket del Condado de Cheshire es un club de un condado menore que a veces juega en el sur del condado.
El estadio Kirkmanshulme en Belle Vue es el corazón del equipo de top-flight Belle Vue Aces y de carreras de galgos. El hockey de hielo profesional volvió al área a principios de 2007 con la apertura de una pista diseñada en exclusiva en Altrincham, la Cúpula de Hielo de Altrincham, para albergar al Mánchester Phoenix. Su predecesor, Mánchester Storm, se fue cesó en 2002 debido a problemas económicos, haciéndole imposible poder pagar los salarios de los jugadores y el alquiler por la Estado de las Noticias Vespertinas de Mánchester (Manchester Evening News Arena) en el que jugaban.
Las carreras de caballos se han celebrado en varios lugares del condado. Las dos carreras mayores fueron ambas conocidas como Hipódromo de Mánchester, a pesar de que ninguna se encontraba dentro de los límites de Mánchester. Las dos funcionaron desde el siglo XVII hasta 1963. Las carreras se celebraron en Kersal Moor hasta 1847, cuando se inauguró el hipódromo en Castillo de Irwell. En 1867 se trasladaron a Nueva Barnes, Weaste, hasta que el lugar se desalojó (debido a una considerable multa) en 1901, permitiendo una expansión hacia los Muelles de Mánchester. El terreno aloja actualmente el Muelle 9 de los re-nominados Salford Quays. Las carreras volvieron entonces a Castillo Irwell, siendo organizada posteriormente una clásica, la San Leger de 1941, y albergó a los Lancashire Oaks (hoy en día entrenan en el parque Haydock) y en el November Handicap, que tradicionalmente fue la última mayor carrera de la temporada continua. A finales de los años 50 y principios de los 60, en la pista tenía lugar la anual lucha en los actos cierre del título jockey entre Scobie Breasley y Lester Piggott hasta que las carreras cesaron el 7 de noviembre de 1963.
El atletismo tiene lugar en la Pista Regional de Atletismo (Regional Athletics Arena) en la Ciudad Deportiva de Mánchester, la cual ha albergado numerosas competiciones nacionales, el parque Robin en Wigan, el parque Longford en Stretford (sede del Club de Atletismo de Trafford), el Estadio de Woodbank en Stockport (sede de los Stockport Harriers) y la Pista Cleavleys en Winton (sede de los Salford Harriers). En 2008, se están construyendo nuevas instalaciones deportivas incluyendo un estadio con capacidad para 10 000 espectadores y un local de atletismo en Leigh Sports Village.

## Cultura

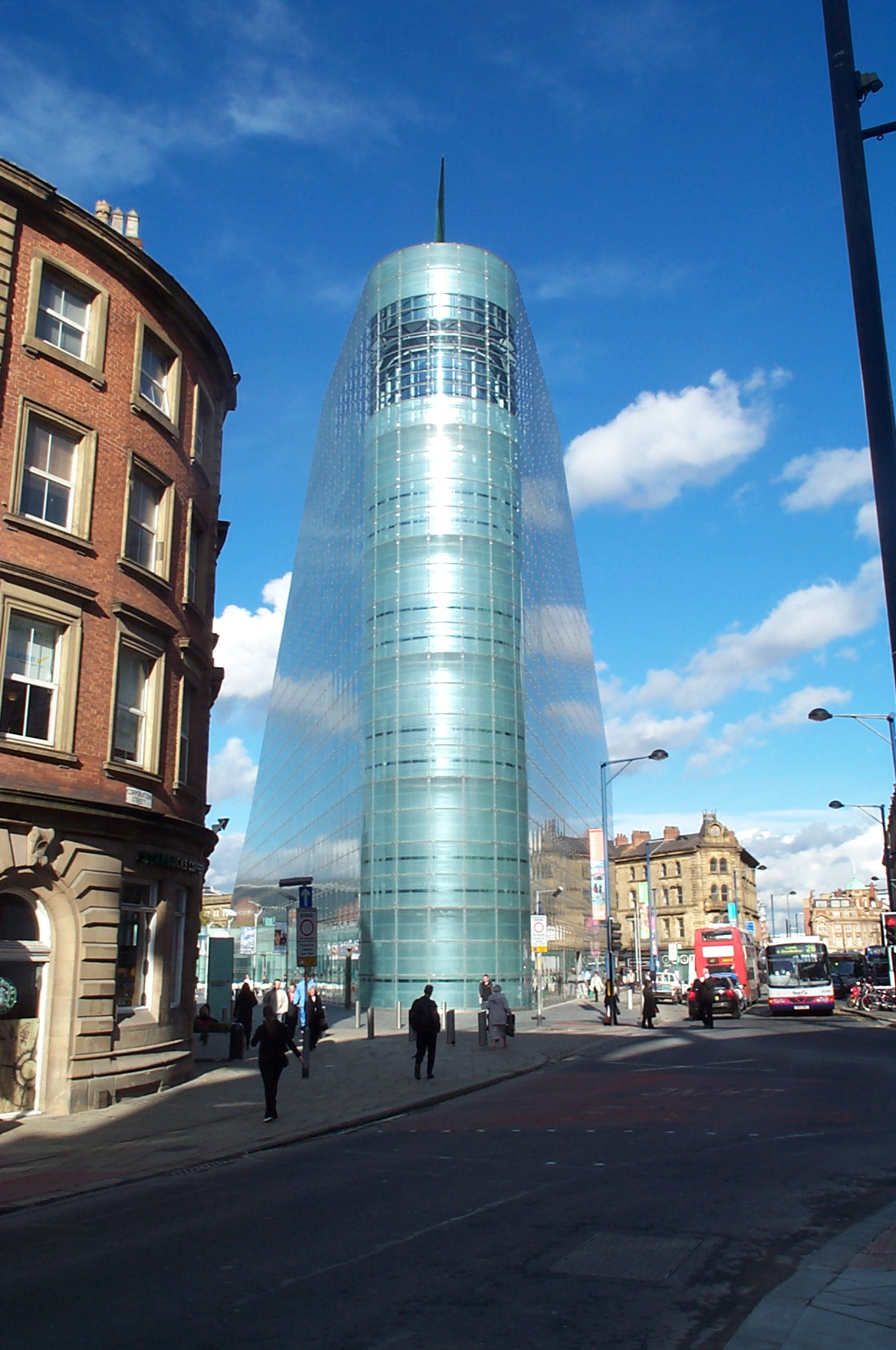
El centro de exposiciones Urbis en Mánchester.

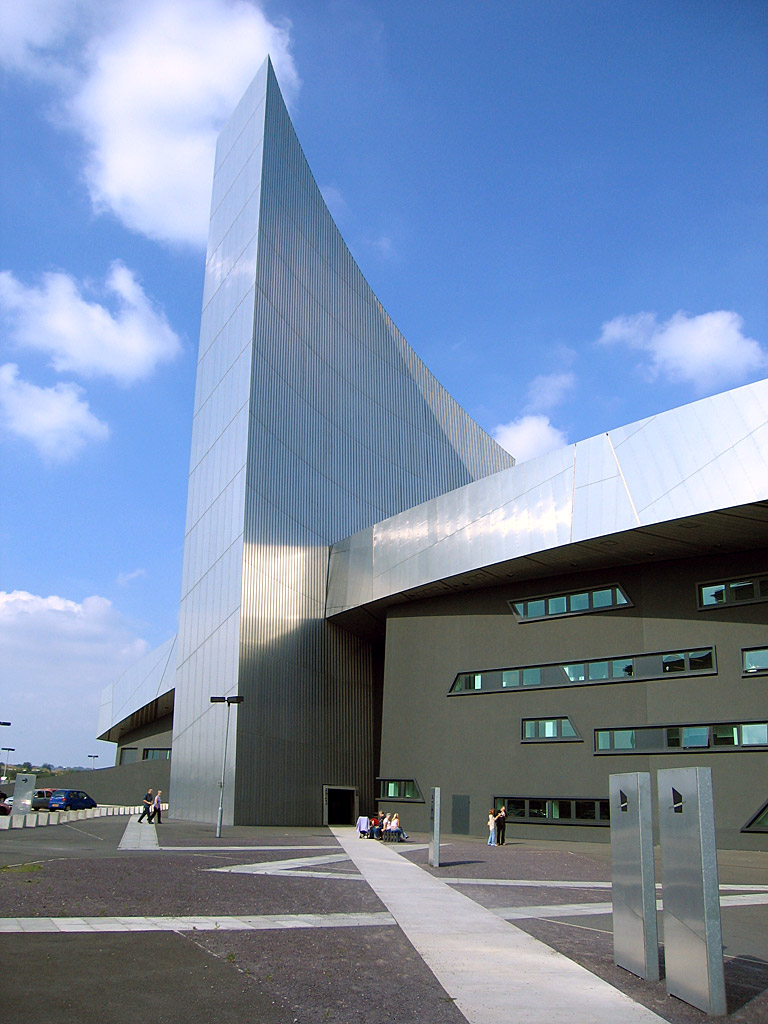
El Museo Imperial de Guerra del Norte en el parque Trafford fue diseñado por Daniel Libeskind, y es una de las cinco ramas de los Museos Imperiales de Guerra.

Arte, turismo, cultura y deportes representan el 16 % del empleo en el Gran Mánchester. La proporción es todavía mayor en Mánchester.
El Gran Mánchester tiene el mayor número de plazas de teatro por persona después de Londres. La mayoría, si no todos, de los mayores teatros son subvencionados por autoridades locales o por la Junta Regional de Artes del Noroeste (North West Regional Arts Board). El Real Teatro Intercambiador formó en la década de 1970 de un grupo peripatético poniendo en escena obras teatrales en locales como el Teatro de la Universidad [de Mánchester] y el Teatro Apollo. Una sesión en un escenario temporal en el antiguo Real Intercambio, Mánchester siguió con la financiación para un teatro en pista, que abrió en 1976. Los edificios de los dos teatros the Lowry eran usados por grupos itinerantes en todas las artes representadas. La Casa de la Ópera es un local con 1900 plazas que alberga a producciones itinerantes, a menudo músicos del noroeste. Su gemelo, el el Palacio, alberga generalmente actuaciones similares. La Sala Oldham, uno de los teatros más antiguos en la región, contribuyó a lanzar a la fama las trayectorias de Stan Laurel y Charlie Chaplin. Sus obras están descritas por la guía CityLife ('VidaUrbana') 2007 como 'incondicionalmente populistas', y populares. Hay muchos otros locales dispersos por todo el condado, de todos los tipo y tamaños.
Entre las galerías de arte del condado se encuentran: la Galería Oldham, que contiene alguna de las últimas obras de Pablo Picasso; El Lowry en los Muelles de Salford, que posee una exposición cambiante de las obras de L. S. Lowry al lado de exhibiciones itinerantes; La Galería de Arte de Mánchester, una gran galería provincial de arte destacada por su colección de arte pre-rafaeliano y guardado en un edificio listado de Grado I por Charles Barry; el Museo y Galería de Arte de Salford, un museo local con una calle victoriana recreada; y la Galería de Arte de Whitworth, una majestuosa galería dirigida actualmente por la Universidad de Mánchester.
El Gran Mánchester posee cuatro orquestas profesionales y todas ellas tienen su sede en Mánchester. La Orquesta Hallé es la orquestas simfónica más antigua del Reino Unido (y la cuarta en el mundo). Consiste en un coro y una orquesta joven y publica sus grabaciones bajo su propia etiqueta comercial. La Hallé se encuentra en el Salón Bridgwater pero a menudo efectúa giras, efectuando normalmente 70 representaciones "en casa" y 40 en la gira. La Orquesta Filarmónica de la BBC, una de las cinco orquestas de la BBC, remonta sus orígenes a los primeros días de la emisión radiofónica en 1926. Se localiza en los estudios de la calle Oxford de la BBC, pero se espera que se traslade a mediacity:uk en Salford. La Camerata de Mánchester y la Orquesta de Cámara del Norte son ya organizaciones menores, aunque profesionales. El local clásico más importante es el sitio 2.341 en el Salón Bridgewater en Mánchester, inaugurado en 1996 con un coste de 42 millones de libras.
Mánchester también es un centro de educación musical por medio del Real Colegio del Norte de Música y de la Escuela de Música de Chetham.
El local más importante de música popular es la Pista de las Noticias Vespertinas de Mánchester, junto a la estación Victoria. Tiene una capacidad para unos 21.000 sitios, siendo la mayor pista cubierta en Europa, y ha sido elegido como Local Internacional del Año, y durante varios años fue el local más popular del mundo. Los campos deportivos del condado también albergan algunos de los mayores conciertos de pop.
Algunos de los museos del Gran Mánchester reflejan el patrimonio industrial y social del condado. El Hat Works en Stockport es el único museo del Reino Unido dedicado a la industria del sombrero; el museo pasó en el año 2000 a grado II listado como fábrica victoriana, habiendo albergado previamente una fábrica de sombreros. El Museo de Ciencia e Industria de Mánchester, entre otras exposiciones, traza el auge de la ciencia y la industria y especialmente la parte que jugó Mánchester en su desarrollo; el Concejo de Museos, Bibliotecas y Archivos describió la exposición como "colección pre-eminente de importancia nacional e internacional". Urbis es un museo de la moderna ciudad que intenta explicar los efectos y las experiencias de la vida en la urbe. Ha resultado ser un éxito desde su apertura en 2002, siendo su mejor año el 2006. El museo de Refugios contra Ataques Aéreos en Stockport usa una milla de túneles subterráneos, construidos para acomodar a 6500 personas, para mostrar la vida en los refugios de la Segunda Guerra Mundial. El Museo Imperial de Guerra del Norte en el parque Trafford es una de las cinco ramas de los museos imperiales de guerra. Entre las exhibiciones de maquinaria de guerra se hallan exposiciones que describen cómo afectaba la guerra a la vida de la gente. El Museo de Transporte en Mánchester, abierto en 1979, posee una de las más extensas colecciones de vehículos en el país. El Museo de Historia de la Gente es "el centro nacional para la colección, conservación, interpretación y estudio del material relacionado con la historia de la gente obrera en Gran Bretaña". El museo permanece cerrado por rehabilitación y abrirá sus puertas de nuevo en 2009. El Museo Pankhurst se centra en la antigua casa de la primerísima feminista Emmeline Pankhurst e incluye un recibidor decorado en el estilo contemporáneo. Mánchester United, Mánchester City y Lancashire CCC poseen museos dedicados que enseñan su propia historia. El Embarcadero Wigan, conocido por el libro de George Orwell El Camino a Wigan, fue el nombre de un muelle en el Canal de Leeds y Liverpool en Wigan. El nombre se ha reutilizado para describir una atracción para visitantes basada en la industria, con partes cerradas por rehabilitación en el año 2008.